# Renault Mégane
El Renault Megane es un automóvil de turismo del segmento C producido por el fabricante francés Renault. El Megane es el sustituto del Renault 19 y existen cinco generaciones, lanzadas en los años 1995, 2002, 2008, 2016 y 2022 respectivamente. 
Todas las generaciones de Megane tienen motor delantero transversal y tracción delantera. En materia de carrocería, las primeras dos generaciones ofrecieron carrocerías estilo sedán, hatchback y descapotable. A partir de la tercera generación, la versión sedán fue separada como modelo aparte, siendo denominado Renault Fluence. Las versiones hatchback fueron ofrecidas con opciones de tres y cinco puertas, mientras que el descapotable era con techo de vinilo en la primera generación y con techo duro plegadizo en las restantes. Otra opción de carrozado fue la versión familiar, ofrecida a partir de la segunda fase de la primera generación. La versión monovolumen del Megane se denomina Renault Scénic y Renault Grand Scénic, con la que comparte plataforma y motorizaciones.

## Primera generación (1995-2002)
Para la sustitución del Renault 19, se había decidido cambiar el concepto comercial de un modelo por el de una gama de modelos que abarcara las posibilidades de poder satisfacer las diferentes necesidades en el mismo segmento de mercado. El proyecto Mégane consistió en hacer seis modelos, diferentes unos de otros, bajo un mismo proyecto (X64) y que cubrieran numerosos tipos de carrocería. Se trataba de diversificar la oferta de modelos de carácter medio y no uniformar las necesidades de los clientes a un solo modelo. Este segmento de vehículos medios era el más importante dentro del mercado, por lo tanto, los clientes eran diversos con deseos dispares. Presentar un grupo de soluciones sobre la base de un vehículo medio era una idea novedosa entonces. La idea del grupo de modelos con soluciones diferentes tuvo mucho éxito y por tanto rápidamente los competidores del Mégane se acogieron a la idea y realizaron sus proyectos con ideas similares.
La primera generación del Mégane fue lanzada al mercado al final de 1995, con una carrocería hatchback de cinco puertas y una carrocería coupé de dos puertas denominada comercialmente "Mégane Coupé". En noviembre de 1995 fue lanzada la versión sedán "Mégane Classic" y la monovolumen "Scénic", y después la descapotable llamada "Mégane Cabriolet" en marzo de 1997. En febrero de 1999 fue lanzada una versión reestilizada a la que Renault llamó "Fase 2", al mismo tiempo que la versión familiar de cinco puertas "Mégane Break" y la versión Estate.
En 1998 el Renault Mégane recibió cuatro estrellas de cinco y 30 puntos de 34 en la prueba de protección a adultos en choques EuroNCAP.
El Mégane I fue fabricado en Francia, en España, y en Argentina. Luego del lanzamiento de la segunda generación, la primera se dejó de producir en Europa. En América Latina (Argentina y Colombia), el Mégane I cesó su producción en Colombia entre marzo y abril de 2009 con una gama simplificada; llamado Mégane Unique desde 2006, del cual solo se vendieron algunas unidades como modelo 2010. Este Mégane Unique 2009-2010 carecía de frenos ABS y convivió en la gama de Renault con el Mégane II desde 2005. En Venezuela y Ecuador, aunque no se fabricaban los coches Renault, eran importados desde Colombia, Argentina o Francia; el Mégane I Sedán fue fabricado en Colombia y vendido junto al Mégane II. El Mégane I presentaba un motor LAO4 1.6 L de 115 CV, sistemas de seguridad mejorados (airbags de piloto y copiloto), ABS, repartidor electrónico de frenado, asistente de frenado de emergencia, carrocería deformable, etc. También debemos aclarar que los pesos del motor, caja son idénticos para todos los casos obteniendo valores de 160 kg y 40 kg respectivamente formando así el conjunto final con 200 kg totales. 
Otros pesos: Mégane sedán y familiar 
- Chasis/Carrocería: 219 kg 
- Pesos total: 1164 kg, cabe destacar que alguna versión especial limitada se le agregan 25 kg más tomando un peso total de 1189 kg. 
Cinco puertas:  - Chasis/carrocería: 198 kg. 
Peso total: 1012 kg (en la versión coupé solamente se descuentan algunos pesos ya sea de puertas y/u otros elementos, tomando así un peso total de 999 kg) 

### Fase I (1995-1999)

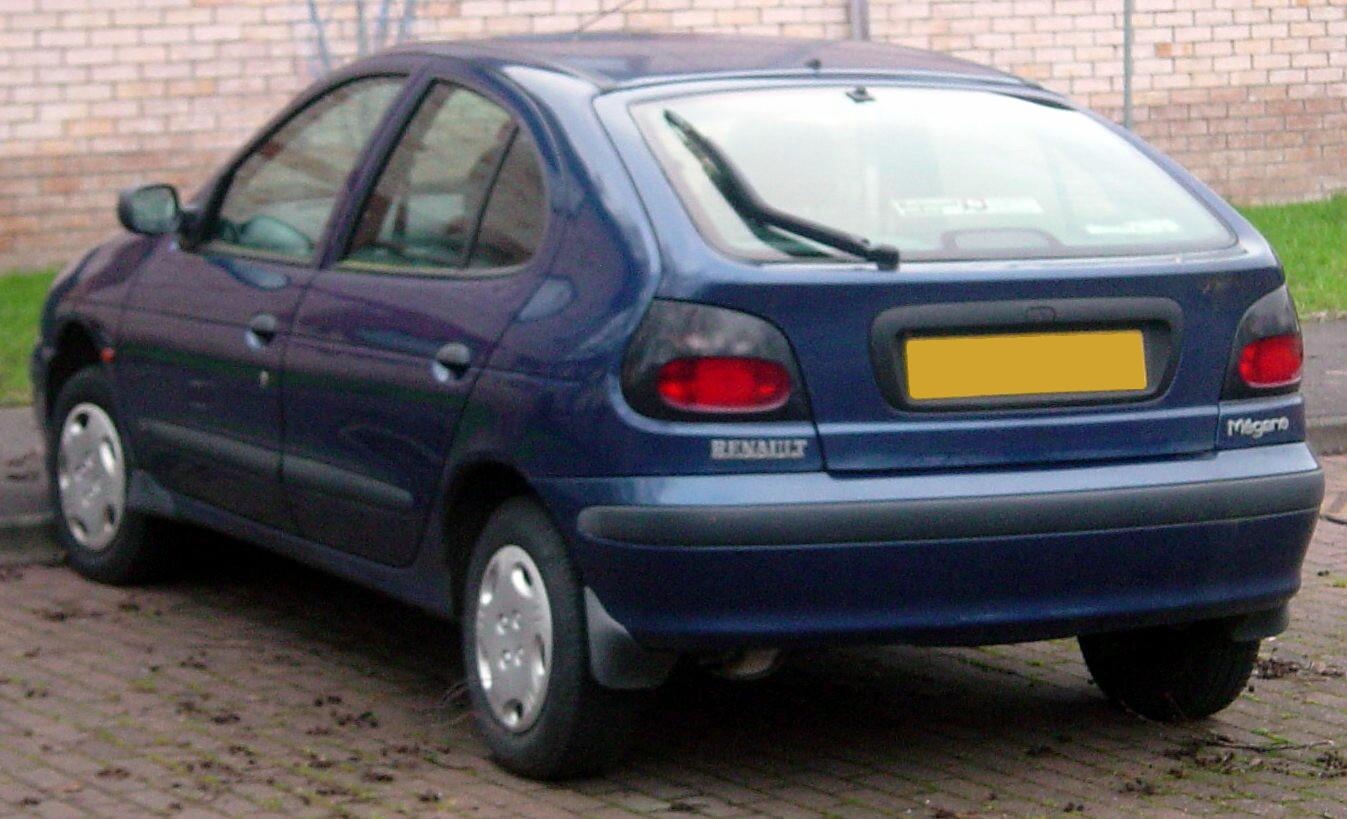
Renault Mégane de cinco puertas.
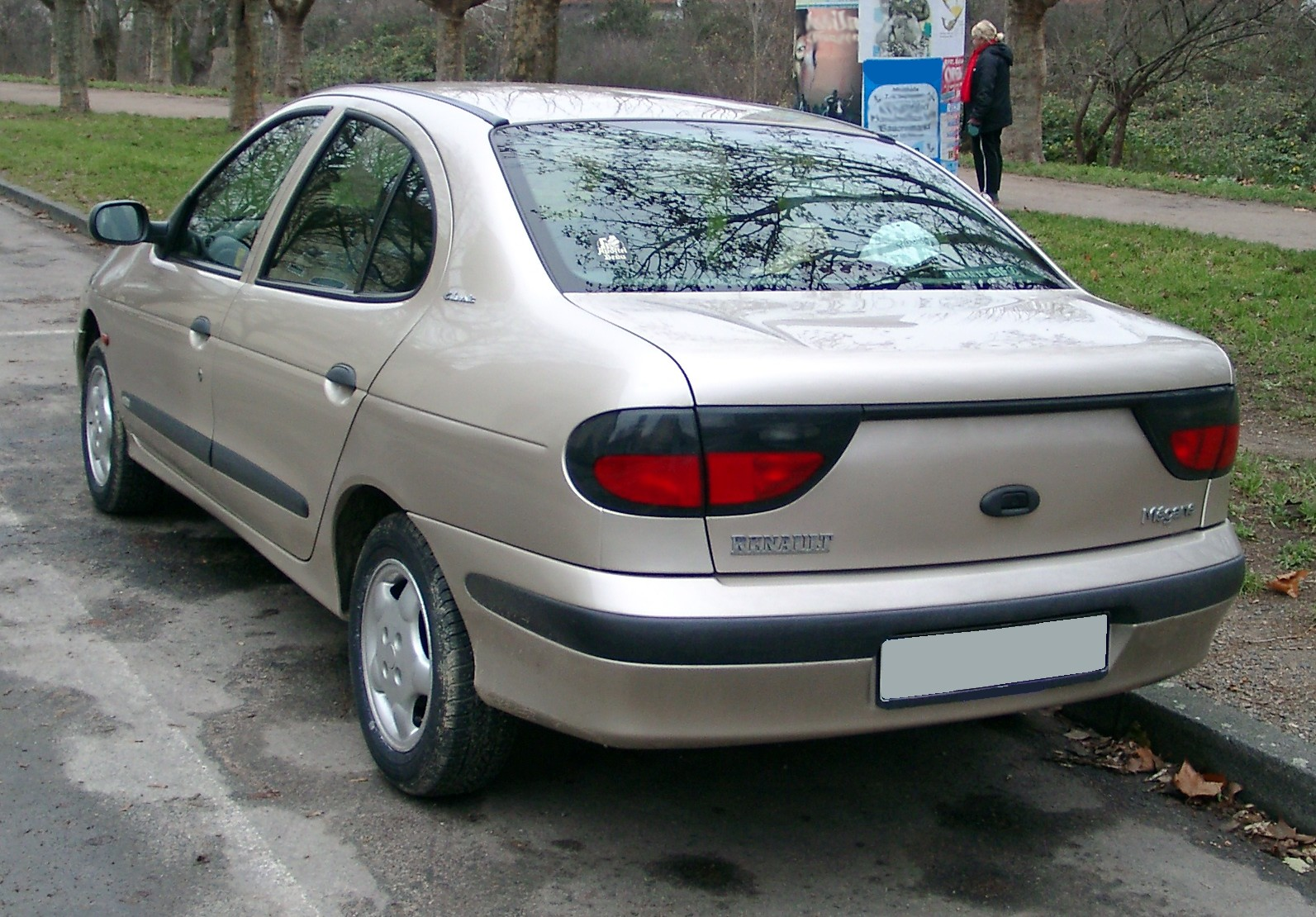
Renault Mégane sedán.
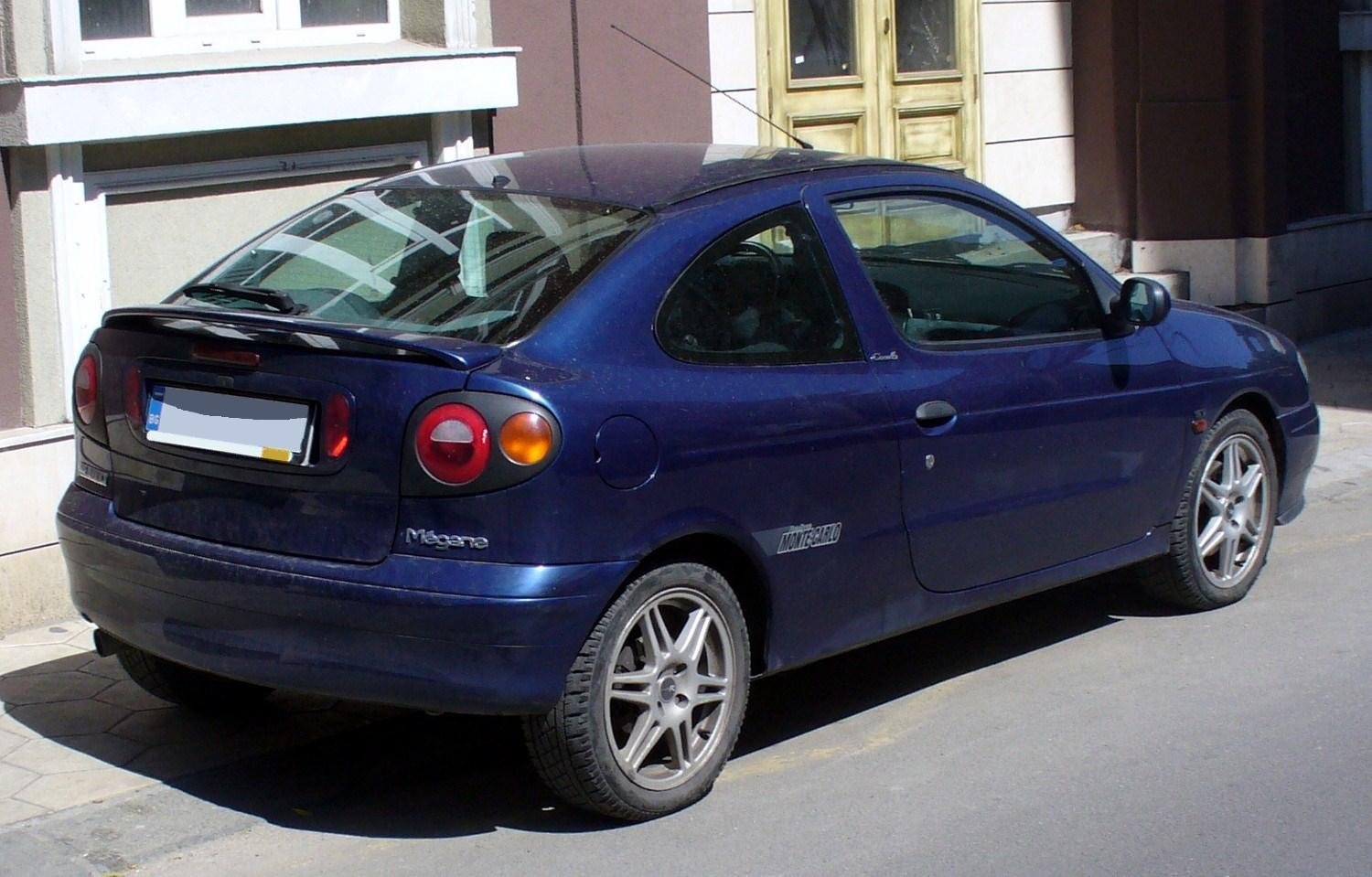
Renault Mégane coupé.
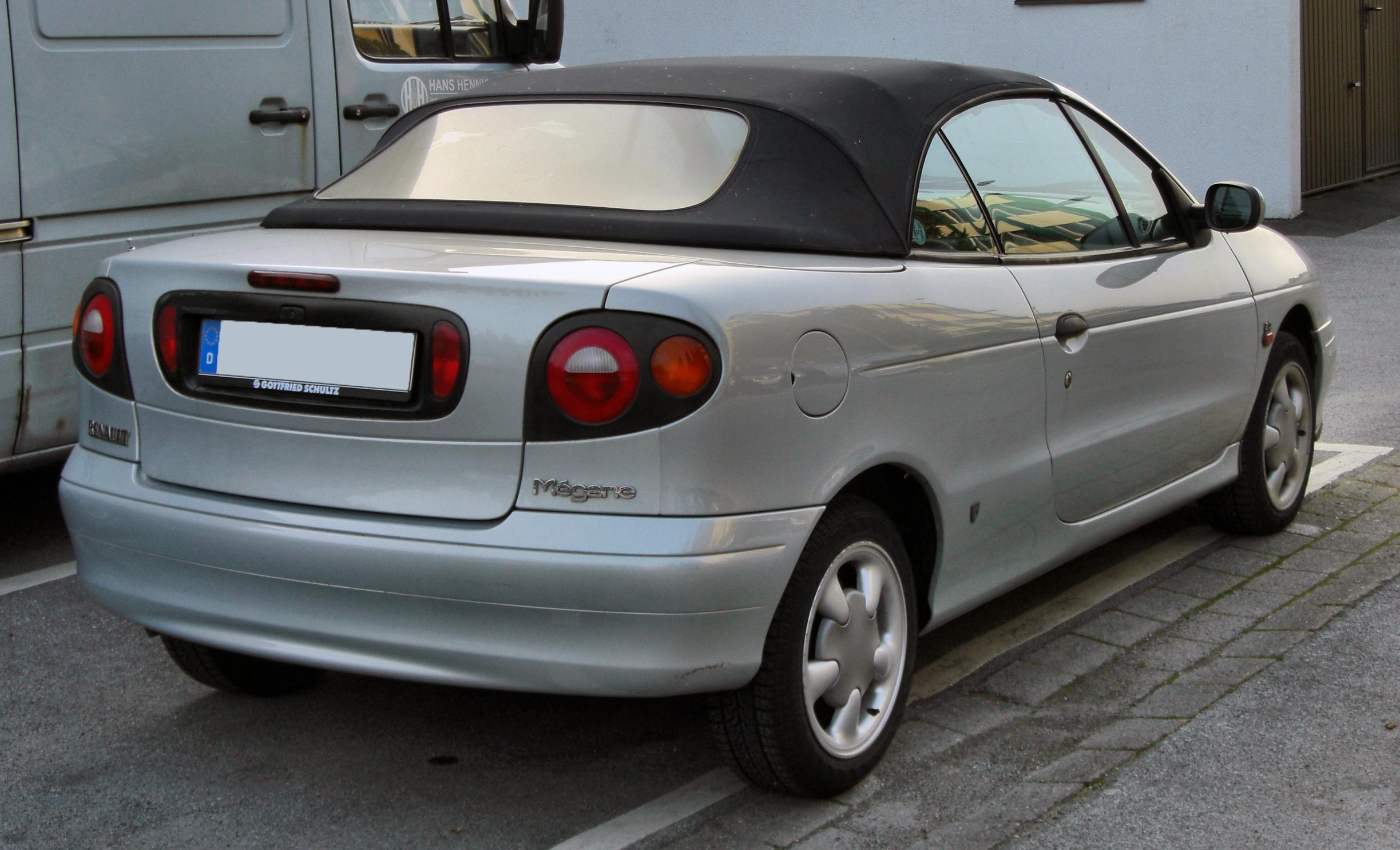
Renault Mégane cabrio

#### Motorizaciones
| Periodo                                   | 1996-1999                  | 1997-1999                  | 1995-1999                                         | 1995-2000                                         | 1995-1999                    |           |           |           |           |           |           |           |           |
| Tipo de motor                             | L4 8v, inyección monopunto | L4 8v, inyección monopunto | L4 8v, inyección multipunto                       | L4 8v, inyección multipunto                       | L4 16v, inyección multipunto |           |           |           |           |           |           |           |           |
| Identificación del motor                  | E7J                        | E7J                        | K7M                                               | F3R                                               | F7R                          |           |           |           |           |           |           |           |           |
| Diámetro x carrera                        | 75.8 mm x 77.0 mm          | 75.8 mm x 77.0 mm          | 79.5 mm x 80.5 mm                                 | 82.7 mm x 93.0 mm                                 | 82.7 mm x 93.0 mm            |           |           |           |           |           |           |           |           |
| Cilindrada                                | 1390 cm³                   | 1390 cm³                   | 1598 cm³                                          | 1998 cm³                                          | 1998 cm³                     |           |           |           |           |           |           |           |           |
| Relación de compresión                    | 9.5: 1                     | 9.5: 1                     | 9.5: 1                                            | 9.8: 1                                            | 10.0: 1                      |           |           |           |           |           |           |           |           |
| Potencia máxima: CV (kW) @ rpm            | 70 CV (51 kW) @ 6000       | 75 CV (55 kW) @ 6000       | 90 CV (66 kW) @ 5000                              | 115 CV (84 kW) @ 5400                             | 150 CV (108 kW) @ 6000       |           |           |           |           |           |           |           |           |
| Par máximo: Nm @ rpm                      | 105 Nm @ 4000              | 107 Nm @ 4250              | 137 Nm @ 4000                                     | 168 Nm @ 4250                                     | 185 Nm @ 4500                |           |           |           |           |           |           |           |           |
| Tracción                                  | Delantera                  | Delantera                  | Delantera                                         | Delantera                                         | Delantera                    | Delantera | Delantera | Delantera | Delantera | Delantera | Delantera | Delantera | Delantera |
| Transmisión                               | Manual, 5 velocidades      | Manual, 5 velocidades      | Manual, 5 velocidades / Automática, 4 velocidades | Manual, 5 velocidades / Automática, 4 velocidades | Manual, 5 velocidades        |           |           |           |           |           |           |           |           |
| Aceleración 0–100 km/h (5p / Coupe)       | 14.3 s                     | 14.3 s                     | 9.5 s / 11.3 s                                    | 9.7 s / 9.5 s                                     | 8.7 s / 8.6 s                |           |           |           |           |           |           |           |           |
| Velocidad máxima (5p / Coupe)             | 170 km/h                   | 170 km/h                   | 184 km/h / 187 km/h                               | 197 km/h / 200 km/h                               | 210 km/h / 210 km/h          |           |           |           |           |           |           |           |           |
| Consumo combinado (L/100 km) (5p / Coupe) | 7.4                        | 7.4                        | 6.9 / 7.4                                         | 8.2 / 8.6                                         | 8.1 / 9.1                    |           |           |           |           |           |           |           |           |

|                                           | 1.9 d                 | 1.9 dT                | 1.9 dTi                                           |
| ----------------------------------------- | --------------------- | --------------------- | ------------------------------------------------- |
| Periodo                                   | 1996-1999             | 1996-1997             | 1997-2001                                         |
| Tipo de motor                             | L4 8v                 | L4 8v, turbo          | L4 8v, inyección directa, turbo                   |
| Identificación del motor                  | F8Q                   | F8Q                   | F9Q                                               |
| Diámetro x carrera                        | 80.0 mm x 83.0 mm     | 80.0 mm x 83.0 mm     | 80.0 mm x 83.0 mm                                 |
| Cilindrada                                | 1890 cm³              | 1890 cm³              | 1890 cm³                                          |
| Relación de compresión                    | 21.5: 1               | 20.5: 1               | 18.3: 1                                           |
| Potencia máxima: CV (kW) @ rpm            | 65 CV (47 kW) @ 4500  | 90 CV (66 kW) @ 4250  | 98 CV (72 kW) @ 4000                              |
| Par máximo: Nm @ rpm                      | 118 Nm @ 2250         | 176 Nm @ 2000         | 200 Nm @ 2000                                     |
| Tracción                                  | Delantera             | Delantera             | Delantera                                         |
| Transmisión                               | Manual, 5 velocidades | Manual, 5 velocidades | Manual, 5 velocidades / Automática, 4 velocidades |
| Aceleración 0–100 km/h (5P / Coupe)       | 16.5 s                | 12.3 s                | 12.3 s / 11.2 s                                   |
| Velocidad máxima (5P / Coupe)             | 160 km/h              | 180 km/h              | 183 km/h / 187 km/h                               |
| Consumo combinado (L/100 km) (5P / Coupe) | 6.5                   | 6.3                   | 5.2 / 6.1                                         |

### Fase II (1999-2002)
En 1999 el Renault Mégane recibió una pequeña reestilización donde la parrilla delantera fue levantada, características de seguridad más avanzadas y equipos actualizados, y motores de 16 válvulas, que se utilizan en toda la gama. La producción continuó en el mercado de América Latina, donde se vendió junto a la línea Megane II a un precio considerablemente más bajo hasta 2009.

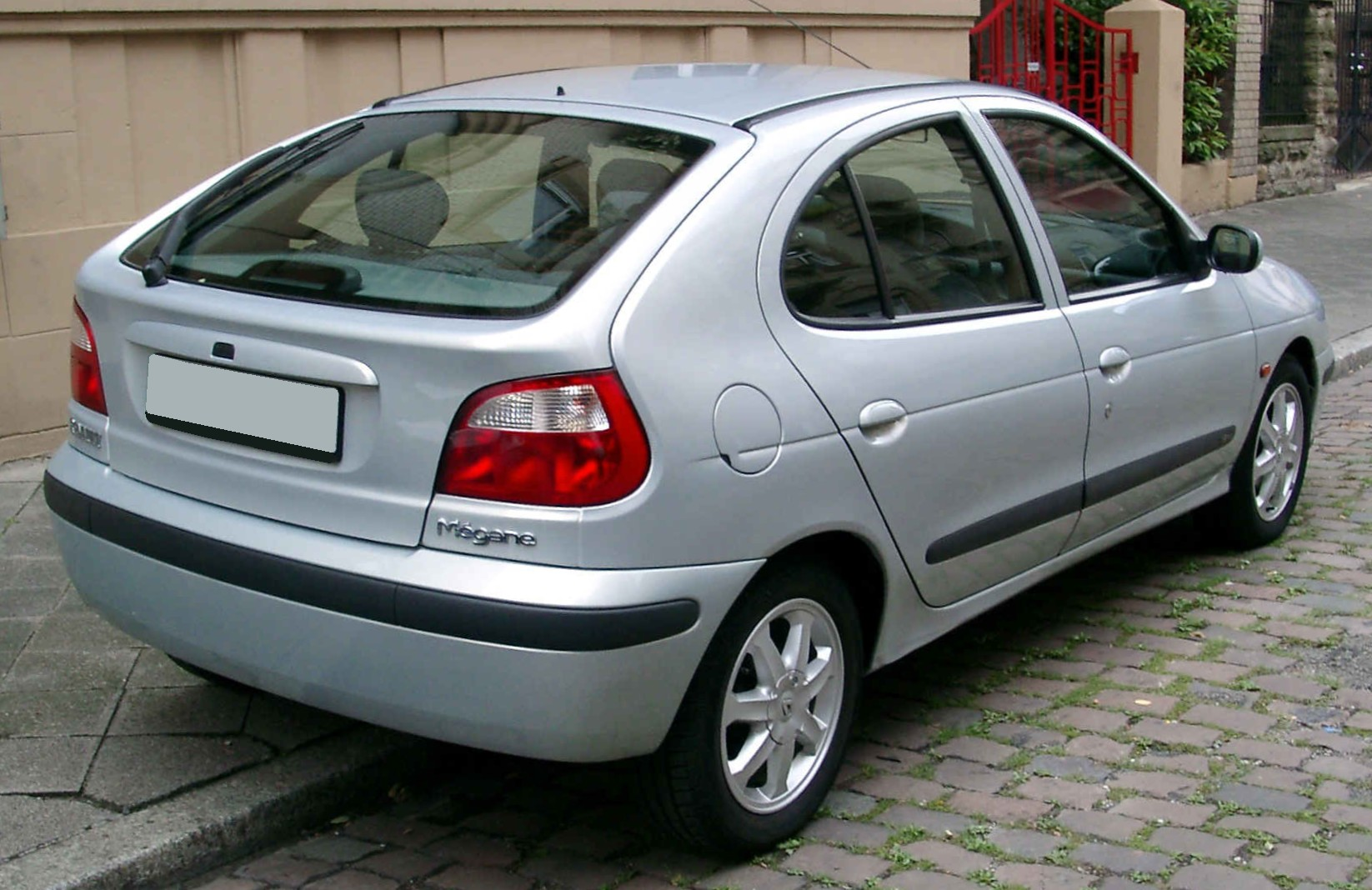
Renault Mégane de cinco puertas (segunda serie)
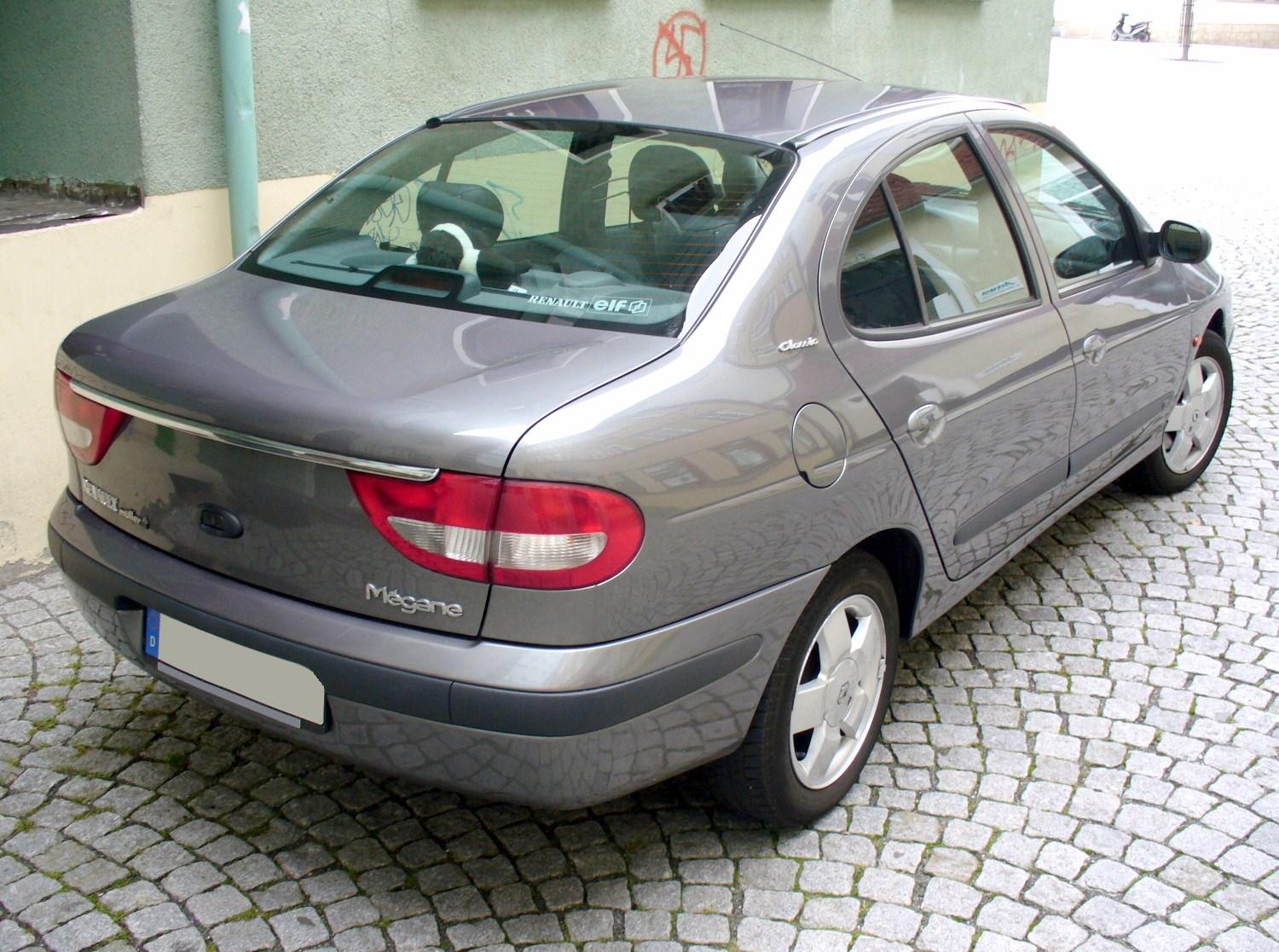
Renault Mégane Sedán (segunda serie).
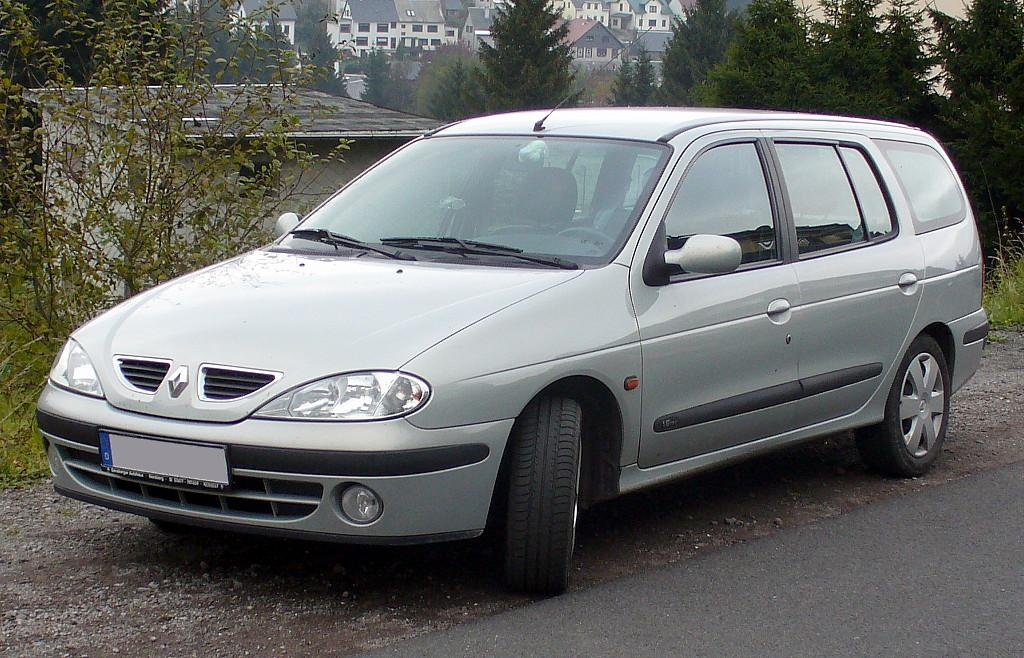
Renault Mégane wagon (segunda serie).

#### Motorizaciones
| Periodo                                   | 1999-2000                   | 1999-2003                    | 1999-2003                                         | 2001-2003                                         | 1999-2003                            |           |           |           |           |           |           |           |           |
| Tipo de motor                             | L4 8v, inyección multipunto | L4 16v, inyección multipunto | L4 16v, inyección multipunto                      | L4 16v, inyección multipunto                      | L4 16v, inyección directa multipunto |           |           |           |           |           |           |           |           |
| Identificación del motor                  | E7J                         | K4J                          | K4M                                               | F4P                                               | F5R                                  |           |           |           |           |           |           |           |           |
| Diámetro x carrera                        | 75.8 mm x 77.0 mm           | 75.8 mm x 77.0 mm            | 79.5 mm x 80.5 mm                                 | 82.7 mm x 83.0 mm                                 | 82.7 mm x 93.0 mm                    |           |           |           |           |           |           |           |           |
| Cilindrada                                | 1390 cm³                    | 1390 cm³                     | 1598 cm³                                          | 1783 cm³                                          | 1998 cm³                             |           |           |           |           |           |           |           |           |
| Relación de compresión                    | 9.5: 1                      | 10.0: 1                      | 9.8: 1                                            | 9.7: 1                                            | 10.0: 1                              |           |           |           |           |           |           |           |           |
| Potencia máxima: CV (kW) @ rpm            | 75 CV (55 kW) @ 5500        | 95 CV (70 kW) @ 6000         | 110 CV (79 kW) @ 5750                             | 116 CV (85 kW) @ 5750                             | 140 CV (103 kW) @ 5500               |           |           |           |           |           |           |           |           |
| Par máximo: Nm @ rpm                      | 114 Nm @ 4000               | 127 Nm @ 3750                | 148 Nm @ 3750                                     | 158 Nm @ 3750                                     | 200 Nm @ 4250                        |           |           |           |           |           |           |           |           |
| Tracción                                  | Delantera                   | Delantera                    | Delantera                                         | Delantera                                         | Delantera                            | Delantera | Delantera | Delantera | Delantera | Delantera | Delantera | Delantera | Delantera |
| Transmisión                               | Manual, 5 velocidades       | Manual, 5 velocidades        | Manual, 5 velocidades / Automática, 4 velocidades | Manual, 5 velocidades / Automática, 4 velocidades | Manual, 5 velocidades                |           |           |           |           |           |           |           |           |
| Aceleración 0–100 km/h (5p / Coupe)       | 13.8 s                      | 11.8 s / 11.3 s              | 9.8 s / 9.6 s                                     | 9.5 s                                             | 8.6 s / 8.6 s                        |           |           |           |           |           |           |           |           |
| Velocidad máxima (5p / Coupe)             | 170 km/h                    | 184 km/h / 187 km/h          | 195 km/h / 198 km/h                               | 197 km/h                                          | 213 km/h / 213 km/h                  |           |           |           |           |           |           |           |           |
| Consumo combinado (L/100 km) (5p / Coupe) | 6.6                         | 6.9 / 6.8                    | 7.0 / 6.9                                         | 7.7                                               | 7.5 / 7.5                            |           |           |           |           |           |           |           |           |

| Periodo                                   | 1999-2000             | 1999-2001                                         | 2000-2003                       | 2001-2003                                    |           |           |
| Tipo de motor                             | L4 8v                 | L4 8v, inyección directa, turbo                   | L4 8v, inyección directa, turbo | L4 8v, inyección directa, common-rail, turbo |           |           |
| Identificación del motor                  | F8Q                   | F9Q                                               | F9Q                             | F9Q                                          |           |           |
| Diámetro x carrera                        | 80.0 mm x 83.0 mm     | 80.0 mm x 83.0 mm                                 | 80.0 mm x 83.0 mm               | 80.0 mm x 83.0 mm                            |           |           |
| Cilindrada                                | 1890 cm³              | 1890 cm³                                          | 1890 cm³                        | 1890 cm³                                     |           |           |
| Relación de compresión                    | 21.5: 1               | 18.3: 1                                           | 18.3: 1                         | 19.0: 1                                      |           |           |
| Potencia máxima: CV (kW) @ rpm            | 65 CV (47 kW) @ 4500  | 98 CV (72 kW) @ 4000                              | 80 CV (59 kW) @ 4000            | 105 CV (77 kW) @ 4000                        |           |           |
| Par máximo: Nm @ rpm                      | 120 Nm @ 2250         | 200 Nm @ 2000                                     | 160 Nm @ 2000                   | 200 Nm @ 1500                                |           |           |
| Tracción                                  | Delantera             | Delantera                                         | Delantera                       | Delantera                                    | Delantera | Delantera |
| Transmisión                               | Manual, 5 velocidades | Manual, 5 velocidades / Automática, 4 velocidades | Manual, 5 velocidades           | Manual, 5 velocidades                        |           |           |
| Aceleración 0–100 km/h (5P / Coupe)       | 17.9 s                | 12.3 s / 11.2 s                                   | 13.8 s                          | 11.5 s / 11.1 s                              |           |           |
| Velocidad máxima (5P / Coupe)             | 158 km/h              | 183 km/h / 187 km/h                               | 170 km/h                        | 189 km/h / 189 km/h                          |           |           |
| Consumo combinado (L/100 km) (5P / Coupe) | 6.1                   | 5.2 / 6.1                                         | 5.5                             | 5.2 / 5.2                                    |           |           |

## Segunda generación (2002-2009)
El Mégane II se lanzó en septiembre de 2002 como modelo del año 2003, y marcó un comienzo completamente nuevo. Los dos autos tienen muy poco parecido, ya que el nuevo vehículo se inspiró en el nuevo lenguaje de diseño del fabricante visto por primera vez en el Avantime.
El nuevo Mégane fue elegido Coche del Año en Europa 2003,enfrentándose a la dura competencia del Mazda3 de Japón y el Citroën C3 de PSA, y obtuvo una calificación de seguridad de cinco estrellas en las pruebas de colisión Euro NCAP, siendo el primer coche familiar pequeño en conseguirlo.
El Mégane II y el Laguna fueron ambos escaparates de una gran cantidad de tecnologías innovadoras que Renault lanzó a principios de la década de 2000; el sistema de encendido sin llave, de serie en el Mégane II, fue una primicia en esta clase y desde entonces ha sido ampliamente adoptado.
De manera similar, la opción de un techo corredizo panorámico de cristal es otro ámbito en el que Renault lideró donde otros siguieron sus pasos. En junio de 2003, Top Gear realizó la primera prueba de choque en vivo con un conductor real en lugar de un maniquí de prueba de choque con el Mégane II..
El Mégane II sedán fue ensamblado en Irán por Pars Khodro de 2008 a 2013. 
En Brasil, Renault lanzó una versión flex fuel, llamada "Hi-Flex", que puede funcionar con gasolina sin plomo o etanol. Al igual que las versiones brasileñas de los Scénic y Clio, el motor del Mégane puede funcionar con cualquier mezcla de gasolina y etanol, debido al uso de un módulo de control electrónico.
La versión flex tiene un motor de cuatro cilindros en línea de 16 V de 110 CV (81 kW), 115 CV (85 kW) con etanol, desarrollado y producido en Brasil, pero el motor de 2.0 litros de fabricación francesa no puede funcionar con etanol.
Al igual que con el Mégane anterior, la gama de modelos es amplia; Hay un hatchback de tres y cinco puertas disponible, denominados "Sport Hatch" y "Hatch" respectivamente, hay un sedán/berlina de cuatro puertas (Sport Saloon), un familiar de cinco puertas (Sport Tourer/Grandtour) y, para reemplazar tanto al Mégane Coupé como al Convertible, un nuevo cupé con techo rígido retráctil diseñado por Karmann. A diferencia del modelo anterior, la versión familiar se vendió con volante a la derecha por primera vez.
A diferencia de su predecesor, el Mégane II no fue licenciado por Yanase Co., Ltd. para el mercado japonés, ya que Renault había adquirido una participación en Nissan cuando el Mégane I todavía estaba en producción. En cambio, el Mégane II fue licenciado por Nissan Motor Co., Ltd. y se vendió exclusivamente a través de las tiendas Nissan Red Stage.

### Rediseño
El modelo Hatchback fue revisado en el Salón del Automóvil de Bruselas en enero de 2006, el modelo Wagon y Convertible debutó en el Salón del Automóvil de Ginebra en marzo de 2006, con cambios en el acabado interior (por ejemplo, un nuevo grupo de instrumentos revisado con el velocímetro movido a la derecha y el tacómetro movido a la izquierda), niveles de especificación y, sobre todo, un nuevo morro delantero. Se adoptó un nuevo sistema de suspensión delantera tomado del Mégane 2.0 225 CV (165 kW; 222 HP), mejorando el rendimiento de conducción.Además, el Nissan Sentra B16 se basa en la plataforma del Renault Mégane II.
El Mégane fue rediseñado por completo y presentado al público en 2002. Esta generación fue galardonada con el título de Coche del Año en Europa en 2003, y fue el primer modelo del segmento en recibir cinco estrellas en la prueba de protección a adultos en choques de EuroNCAP. La variante descapotable pasó a llamarse "Mégane CC", y su techo plegable es de metal y vidrio en lugar de lona.
El Mégane II vendido en Europa fue reestilizado en 2006. En el frontal, la moldura del paragolpes es más redondeada y simula una sonrisa que alberga en sus bajos las luces antiniebla, los faros fueron rediseñados y la insignia de Renault se ubica en un nicho de diferente diseño. En la trasera, el paragolpes es más redondeado y se cambió la disposición de las distintas luces en los pilotos traseros. En el interior se cambiaron los tapizados y recubrimientos, y la instrumentación pasó de estar iluminada de ámbar a blanco.
Este modelo, es muy criticado por el cambio de la bombilla del faro delantero izquierdo, al tener que quitar el paragolpes delantero.

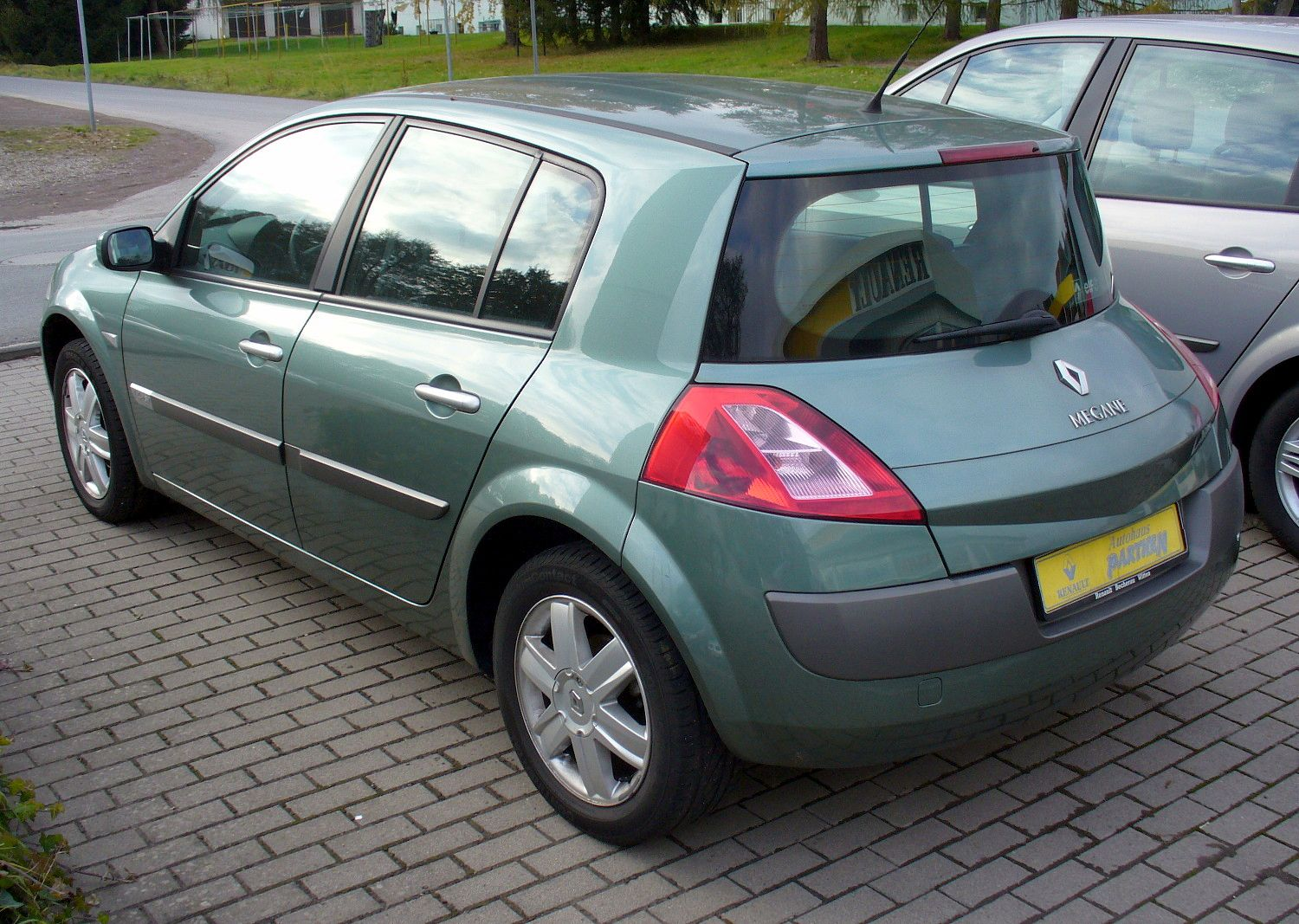
Mégane II hatchback (pre-facelift)
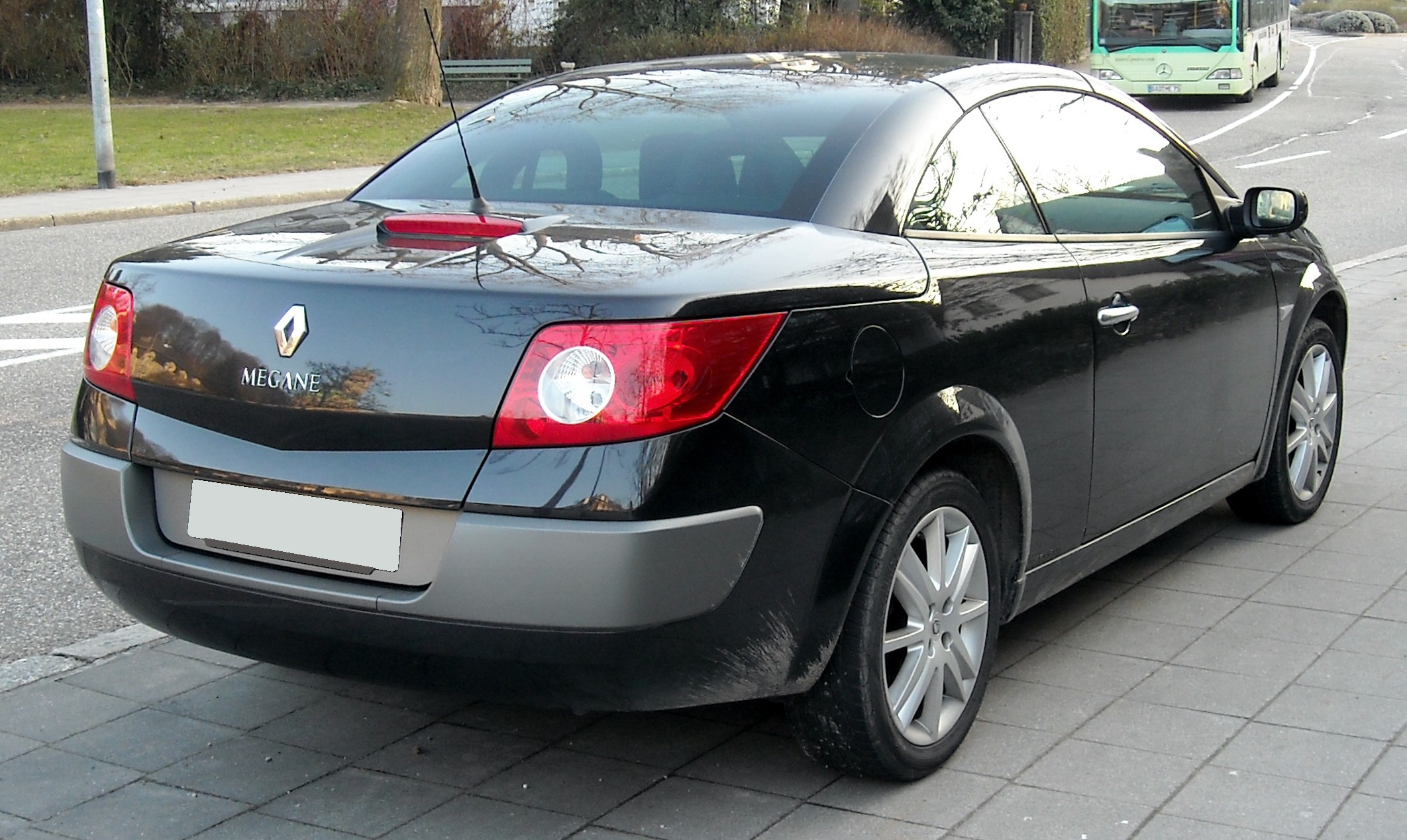
Mégane CC (Coupé Convertible)
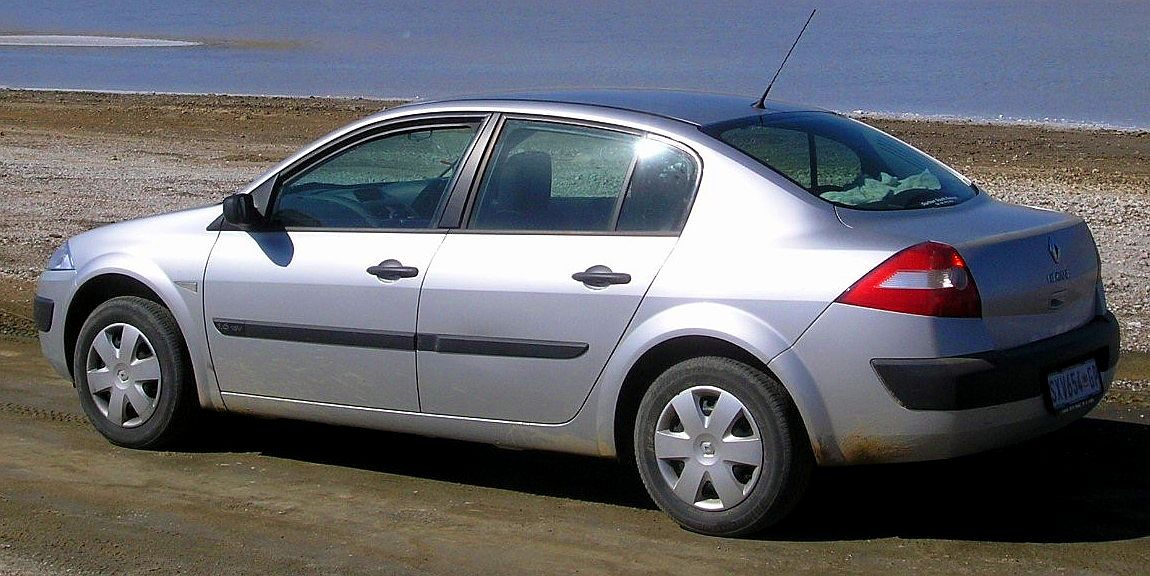
Mégane II sedán
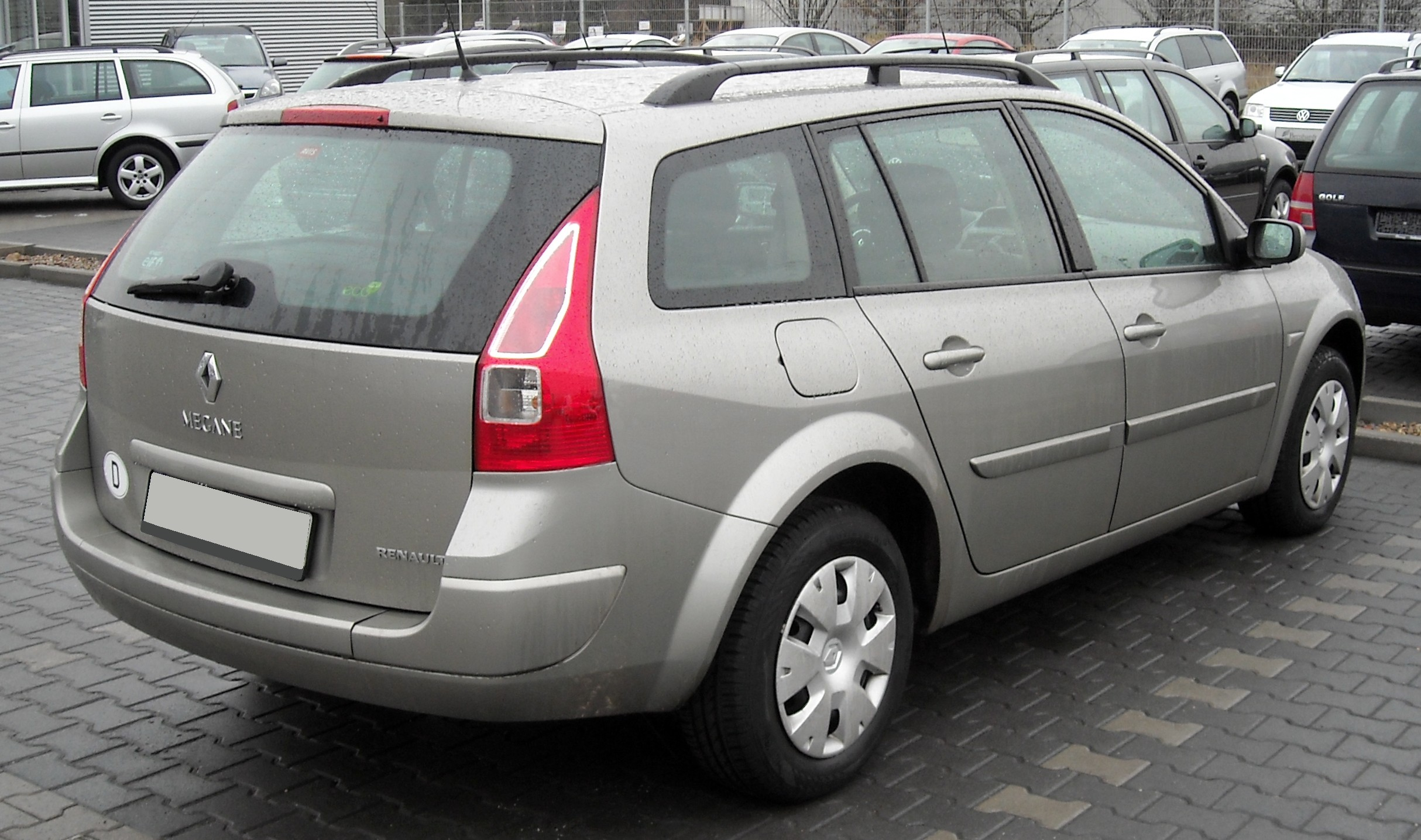
Mégane II familiar
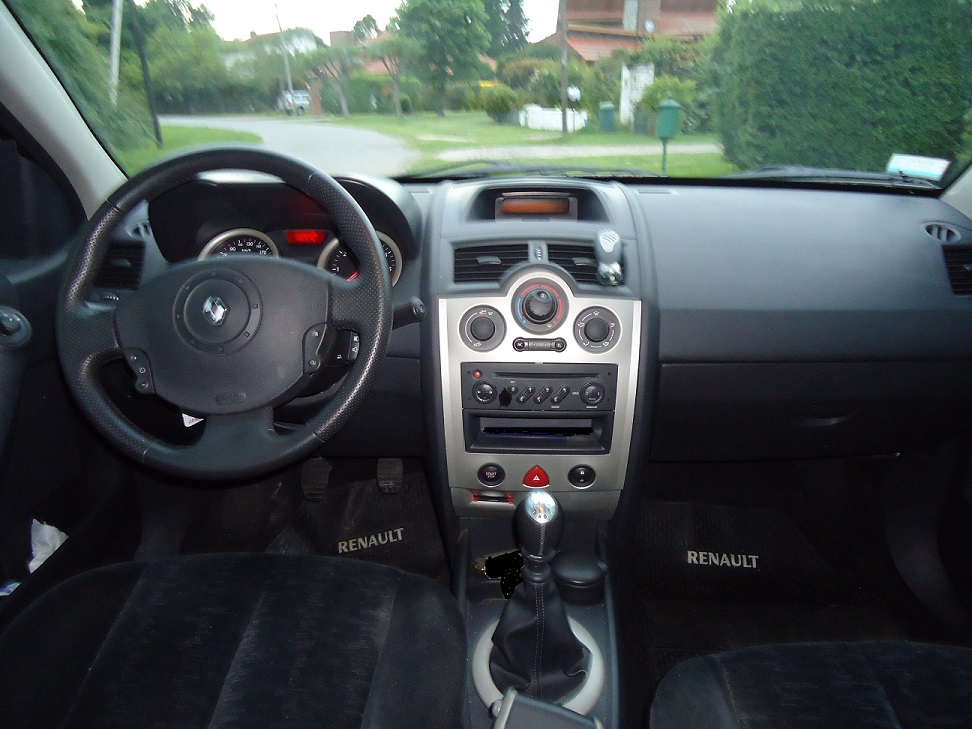
Interior del Mégane II

### Fase I (2002-2006)

#### Motorizaciones
|                                | 1.4 16v               | 1.4 16v               | 1.6 16v                                           | 2.0 16v                                           | 2.0T (GT)              | 2.0T (Megane Sport)    |
| ------------------------------ | --------------------- | --------------------- | ------------------------------------------------- | ------------------------------------------------- | ---------------------- | ---------------------- |
| Periodo                        | 2003-2005             | 2002-2006             | 2002-2006                                         | 2002-2006                                         | 2004-2006              | 2004-2008              |
| Tipo de motor                  | L4 16v                | L4 16v                | L4 16v                                            | L4 16v                                            | L4 16v, turbo          | L4 16v, turbo          |
| Identificación del motor       | K4J                   | K4J                   | K4M                                               | F4R                                               | F4R                    | F4R                    |
| Cilindrada                     | 1390 cm³              | 1390 cm³              | 1598 cm³                                          | 1998 cm³                                          | 1998 cm³               | 1998 cm³               |
| Relación de compresión         | 10.0: 1               | 10.0: 1               | 10.0: 1                                           | 9.8: 1                                            | 9.5: 1                 | 9.0: 1                 |
| Potencia máxima: CV (kW) @ rpm | 80 CV (60 kW) @ 6000  | 98 CV (72 kW) @ 6000  | 115 CV (82 kW) @ 6000                             | 135 CV (99 kW) @ 5500                             | 165 CV (123 kW) @ 5000 | 225 CV (165 kW) @ 5500 |
| Par máximo: Nm @ rpm           | 124 Nm @ 3750         | 127 Nm @ 3750         | 152 Nm @ 4200                                     | 191 Nm @ 3750                                     | 270 Nm @ 3250          | 300 Nm @ 3000          |
| Tracción                       | Delantera             | Delantera             | Delantera                                         | Delantera                                         | Delantera              | Delantera              |
| Transmisión                    | Manual, 5 velocidades | Manual, 5 velocidades | Manual, 5 velocidades / Automática, 4 velocidades | Manual, 6 velocidades / Automática, 4 velocidades | Manual, 6 velocidades  | Manual, 6 velocidades  |
| Aceleración 0–100 km/h         | 13.5 s                | 12.5 s                | 10.9 s                                            | 9.2 s                                             | 8.3 s                  | 6.5 s                  |
| Velocidad máxima               | 171 km/h              | 183 km/h              | 192 km/h                                          | 200 km/h                                          | 220 km/h               | 236 km/h               |
| Consumo combinado (L/100 km)   | 6.5                   | 6.7                   | 6.8                                               | 8.0                                               | 7.7                    | 8.8                    |

|                                | 1.5 dCi                                      | 1.5 dCi                                      | 1.5 dCi                                           | 1.5 dCi                                      | 1.9 dCi                                      | 1.9 dCi                                      |           |
| ------------------------------ | -------------------------------------------- | -------------------------------------------- | ------------------------------------------------- | -------------------------------------------- | -------------------------------------------- | -------------------------------------------- | --------- |
| Periodo                        | 2002-2005                                    | 2005-2006                                    | 2002-2004                                         | 2004-2006                                    | 2003-2005                                    | 2005-2006                                    |           |
| Tipo de motor                  | L4 8v, inyección directa, common-rail, turbo | L4 8v, inyección directa, common-rail, turbo | L4 8v, inyección directa, common-rail, turbo      | L4 8v, inyección directa, common-rail, turbo | L4 8v, inyección directa, common-rail, turbo | L4 8v, inyección directa, common-rail, turbo |           |
| Identificación del motor       | K9K                                          | K9K                                          | K9K                                               | K9K                                          | F9Q                                          | F9Q                                          |           |
| Diámetro x carrera             | 76.0 mm x 80.5 mm                            | 76.0 mm x 80.5 mm                            | 76.0 mm x 80.5 mm                                 | 76.0 mm x 80.5 mm                            | 80.0 mm x 93.0 mm                            | 80.0 mm x 93.0 mm                            |           |
| Cilindrada                     | 1461 cm³                                     | 1461 cm³                                     | 1461 cm³                                          | 1461 cm³                                     | 1870 cm³                                     | 1870 cm³                                     |           |
| Relación de compresión         | 18.8: 1                                      | 18.8: 1                                      | 18.8: 1                                           | 15.6: 1                                      | 18.3: 1                                      | 17.0: 1                                      |           |
| Potencia máxima: CV (kW) @ rpm | 82 CV (60 kW) @ 4000                         | 86 CV (63 kW) @ 3750                         | 101 CV (74 kW) @ 4000                             | 105 CV (78 kW) @ 4000                        | 120 CV (88 kW) @ 4000                        | 131 CV (96 kW) @ 4000                        |           |
| Par máximo: Nm @ rpm           | 185 Nm @ 2000                                | 200 Nm @ 1900                                | 200 Nm @ 1900                                     | 240 Nm @ 2000-2500                           | 300 Nm @ 2000                                | 300 Nm @ 2000                                |           |
| Tracción                       | Delantera                                    | Delantera                                    | Delantera                                         | Delantera                                    | Delantera                                    | Delantera                                    | Delantera |
| Transmisión                    | Manual, 5 velocidades                        | Manual, 5 velocidades                        | Manual, 5 velocidades / Automática, 4 velocidades | Manual, 6 velocidades                        | Manual, 6 velocidades                        | Manual, 6 velocidades                        |           |
| Aceleración 0–100 km/h         | 14.3 s                                       | 12.7 s                                       | 12.8 s                                            | 11.1 s                                       | 10.5 s                                       | 10.5 s                                       |           |
| Velocidad máxima               | 170 km/h                                     | 174 km/h                                     | 180 km/h                                          | 186 km/h                                     | 196 km/h                                     | 196 km/h                                     |           |
| Consumo combinado (L/100 km)   | 4.6                                          | 4.5                                          | 4.5                                               | 4.5                                          | 5.4                                          | 5.4                                          |           |

### Fase II (2006-2008)

#### Motorizaciones
| Periodo                        | 2006-2009             | 2006-2009                                         | 2006-2009                                         | 2006-2009              | 2006-2009              | 2006-2009              | 2006-2009              |           |           |           |           |           |           |
| Tipo de motor                  | L4 16v                | L4 16v                                            | L4 16v                                            | L4 16v, turbo          | L4 16v, turbo          | L4 16v, turbo          | L4 16v, turbo          |           |           |           |           |           |           |
| Identificación del motor       | K4J                   | K4M                                               | F4R774                                            | F4R774                 | F4R774                 | F4R774                 | F4R774                 |           |           |           |           |           |           |
| Cilindrada                     | 1390 cm³              | 1598 cm³                                          | 1998 cm³                                          | 1998 cm³               | 1998 cm³               | 1998 cm³               | 1998 cm³               |           |           |           |           |           |           |
| Relación de compresión         | 10.0: 1               | 10.0: 1                                           | 9.8: 1                                            | 9.5: 1                 | 9.0: 1                 | 9.0: 1                 | 9.0: 1                 |           |           |           |           |           |           |
| Potencia máxima: CV (kW) @ rpm | 98 CV (72 kW) @ 6000  | 110 CV (82 kW) @ 6000                             | 145 CV (99 kW) @ 5500                             | 163 CV (120 kW) @ 5000 | 225 CV (165 kW) @ 5500 | 230 CV (169 kW) @ 5500 | 230 CV (169 kW) @ 5500 |           |           |           |           |           |           |
| Par máximo: Nm @ rpm           | 127 Nm @ 3750         | 150 Nm @ 4250                                     | 191 Nm @ 3750                                     | 270 Nm @ 3250          | 300 Nm @ 3000          | 310 Nm @ 3000          | 310 Nm @ 3000          |           |           |           |           |           |           |
| Tracción                       | Delantera             | Delantera                                         | Delantera                                         | Delantera              | Delantera              | Delantera              | Delantera              | Delantera | Delantera | Delantera | Delantera | Delantera | Delantera |
| Transmisión                    | Manual, 5 velocidades | Manual, 5 velocidades / Automática, 4 velocidades | Manual, 6 velocidades / Automática, 4 velocidades | Manual, 6 velocidades  | Manual, 6 velocidades  | Manual, 6 velocidades  | Manual, 6 velocidades  |           |           |           |           |           |           |
| Aceleración 0–100 km/h         | 12.5 s                | 10.9 s                                            | 9.2 s                                             | 8.3 s                  | 6.5 s                  | 6.5 s                  | 6.3 s                  |           |           |           |           |           |           |
| Velocidad máxima               | 183 km/h              | 192 km/h                                          | 200 km/h                                          | 220 km/h               | 236 km/h               | 237 km/h               | 237 km/h               |           |           |           |           |           |           |
| Consumo combinado (L/100 km)   | 6.9                   | 6.9                                               | 8.0                                               | 7.7                    | 8.8                    | 8.5                    | 8.5                    |           |           |           |           |           |           |

|                                | 1.5 dCi                                      | 1.5 dCi                                      | 1.9 dCi                                           | 2.0 dCi                                       | 2.0 dCi (Megane Sport)                        |           |
| ------------------------------ | -------------------------------------------- | -------------------------------------------- | ------------------------------------------------- | --------------------------------------------- | --------------------------------------------- | --------- |
| Periodo                        | 2006-2008                                    | 2006-2008                                    | 2006-2008                                         | 2006-2008                                     | 2006-2008                                     |           |
| Tipo de motor                  | L4 8v, inyección directa, common-rail, turbo | L4 8v, inyección directa, common-rail, turbo | L4 8v, inyección directa, common-rail, turbo      | L4 16v, inyección directa, common-rail, turbo | L4 16v, inyección directa, common-rail, turbo |           |
| Identificación del motor       | K9K                                          | K9K                                          | F9Q                                               | M9R                                           | M9R                                           |           |
| Diámetro x carrera             | 76.0 mm x 80.5 mm                            | 76.0 mm x 80.5 mm                            | 80.0 mm x 93.0 mm                                 | 84.0 mm x 90.0 mm                             | 84.0 mm x 90.0 mm                             |           |
| Cilindrada                     | 1461 cm³                                     | 1461 cm³                                     | 1870 cm³                                          | 1995 cm³                                      | 1995 cm³                                      |           |
| Relación de compresión         | 18.8: 1                                      | 15.6: 1                                      | 17.0: 1                                           | 15.0: 1                                       | 16.0: 1                                       |           |
| Potencia máxima: CV (kW) @ rpm | 85 CV (63 kW) @ 3750                         | 105 CV (78 kW) @ 4000                        | 131 CV (96 kW) @ 4000                             | 150 CV (110 kW) @ 4000                        | 175 CV (127 kW) @ 3750                        |           |
| Par máximo: Nm @ rpm           | 200 Nm @ 1900                                | 240 Nm @ 2000                                | 300 Nm @ 2000                                     | 340 Nm @ 2000                                 | 360 Nm @ 2000                                 |           |
| Tracción                       | Delantera                                    | Delantera                                    | Delantera                                         | Delantera                                     | Delantera                                     | Delantera |
| Transmisión                    | Manual, 5 velocidades                        | Manual, 6 velocidades                        | Manual, 6 velocidades / Automática, 4 velocidades | Manual, 6 velocidades                         | Manual, 6 velocidades                         |           |
| Aceleración 0–100 km/h         | 14.3 s                                       | 11.1 s                                       | 9.0 s                                             | 8.7 s                                         | 8.3 s                                         |           |
| Velocidad máxima               | 170 km/h                                     | 186 km/h                                     | 200 km/h                                          | 210 km/h                                      | 220 km/h                                      |           |
| Consumo combinado (L/100 km)   | 4.5                                          | 4.5                                          | 5.5                                               | 5.4                                           | 6.5                                           |           |

### Renault Mégane RS

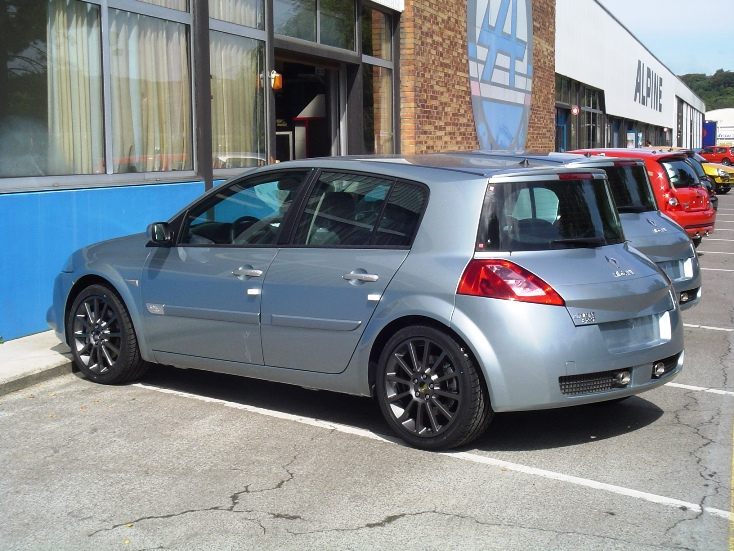
Vista posterior del Renault Mégane RS.

Los Renault Mégane RS (Renault Sport) son las versiones más potentes de la gama y han sido presentados con motores diésel y gasolina.
En gasolina hay dos versiones, la RS 2.0T 16v 225 CV, con un consumo medio de 8,8 L/ 100 km y la 2.0T 16v F1 Team R26 230 CV, consumo tres décimas inferior. La versión diésel lleva el motor 2.0 16v dCi 175 CV y consume 6,5 L/ 100 km. La versión 2.0T 16v F1 Team R26 230 CV está disponible sólo en carrocería hatchback tres puertas, mientras que el resto de las versiones se pueden adquirir con carrocería hatchback de tres y cinco puertas.
Tanto la versión gasolina de 225 CV como la diésel de 175 CV llevan una suspensión deportiva diferente a la de los Mégane del resto de la gama, cambia también el tacto de la dirección que se ha ajustado para que sea más directa, ambas versiones montan de serie llantas de 18 pulgadas de diámetro. 
La versión de 230 CV tiene un escape e inyección distintos al del 225 CV se diferencia además por tener un diferencial de deslizamiento limitado entre las ruedas delanteras, la suspensión de esta versión denominada «Chasis Cup» tiene ajustes diferentes a las de las otras versiones y está disponible como opción en las versiones de 225 CV y 175 CV. El Mégane RS Sport F1 Team R26 lleva unos adhesivos en el paragolpes, las puertas y el techo, tiene de serie llantas de 18" oscurecidas y exclusivas de este Mégane, los asientos son Recaro y las pinzas Brembo de los frenos van pintadas de rojo, se ofrece también un amarillo específico para esta versión que es la más potente de toda la gama Mégane.
En general la carrocería no cambia demasiado respecto al resto de los Mégane, lo más destacable son los paragolpes más bajos (tanto por diseño como por efecto de la suspensión deportiva) el escape es doble y centralizado en la parte baja del paragolpes trasero, los faros antiniebla van completamente fuera de la entrada de aire que es de diferente diseño también, las molduras de los paragolpes se suprimieron para conferirle al modelo un aspecto más agresivo, las molduras de las puertas quedan intactas y su forma general recuerda a una plancha Electrolux. Las llantas varían según la versión y son exclusivas de cada modelo Mégane Renault Sport.

### Renault Mégane GT

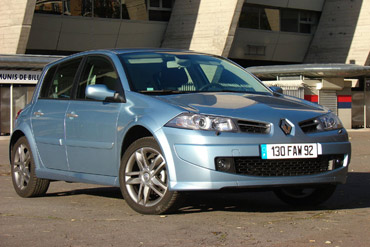
Renault Mégane GT

El Renault Mégane GT es una versión deportiva del Renault Mégane. Fue presentado en octubre de 2006, como una alternativa a los caros Mégane RS. 
El Renault Mégane GT ofrece una mejor sensación de conducción que el modelo básico. El espíritu GT se encarna a través de un diseño reafirmado tanto en el exterior como en el interior, ofreciendo además una ergonomía mejorada.
También está equipado con un chasis más deportivo y más cercano al suelo y tiene una mayor adherencia a la carretera, ofreciendo una mejor precisión gracias a una dirección asistida adaptada a su temperamento deportivo.
El Mégane GT tiene un aspecto deportivo y unas líneas dinámicas y depuradas. Detrás tiene un doble tubo de escape cromado, con las siglas GT, y que dan el toque final al diseño.
El habitáculo del Mégane GT está concebido como un verdadero vehículo de competición.
El volante deportivo de cuero tiene las siglas GT. Los pedales y los reposa pies son de aluminio.
La ergonomía del puesto del conductor produce una sensación de tener totalmente controlado el vehículo.
La campaña publicitaria correspondiente al Renault Mégane GT "Elige el camino difícil", está inspirada en el libro La historia interminable de Michael Ende, haciendo una metáfora entre el automóvil y Atreyu.

## Tercera generación (2008-2016)
El Mégane de tercera generación se mostró como prototipo hatchback de tres puertas en el Salón del Automóvil de Ginebra de 2008. La versión de producción se presentó oficialmente en el Salón del Automóvil de París de ese año en variantes hatchback de tres y cinco puertas. La producción empezó en 2009. Se produjo hasta el 2016 momento del lanzamiento de su reemplazo el Megane IV, y en el mercado argentino se importó hasta 2017.
En el Salón de Ginebra de 2009 se exhibió la variante familiar del Mégane, que se vende desde el segundo semestre de ese año con las designaciones "Mégane Grand Tour" o "Mégane Sport Tourer", según el mercado. 
En el Salón del Automóvil de Fráncfort de 2009 se presentó el Renault Fluence, que es esencialmente un Mégane III con carrocería sedán 4 puertas y diversos cambios estéticos tendientes a armonizar la estética general del vehículo con el agregado del tercer volumen. Dichos cambios afectan principalmente el sector frontal y el posterior. Mientras que los cambios no estéticos se centraron en el incremento de la capacidad del maletero que pasó de los 368 L del Megane III a 530 en el Fluence, y la adaptación de la plataforma aumentando además de la longitud total la batalla (distancia entre ejes) mejorando así la habitabilidad. El Fluence con mínimos cambios también es producido por Renault Samsung Motors en Corea del Sur como Samsung SM3, marca perteneciente al Grupo Renault. El Fluence comparte también las motorizaciones con el Mégane III pero en algunos mercados adopta un impulsor totalmente eléctrico y completa así la familia "Zero Emission" o ZE de Renault. También se ofrece el Fluence con igual equipamiento de seguridad y confort que el Megane III Hatchback.
- Artículo principal: Renault Fluence

La gama de motores de gasolina que equipa al Megane III se compone de un 1.6 L Renault (K4M) atmosférico con una potencia máxima de 100 y 110 CV, un 2.0 L (M4R) de origen Nissan con 143 CV y un 2.0 L Renault (F4R) TCe(turboalimentado) 180 CV. El 1.6 L también se ofrecerá como bicombustible gasolina/E85. En el segundo semestre se añadirá un 1.4 L turboalimentado(TCe) de 130 CV. Por su parte, los diésel son un 1.5 L de 85 o 106(110 a partir de abril de 2011) CV, un 1.9 L de 130 CV y un 2.0 L de 160 CV; todos llevan turbocompresor, intercooler e inyección directa con alimentación con common-rail. Las transmisiones son manuales (de 5 y seis marchas adelante) y dos automáticas (una de tipo variable - CVT).
El Mégane RS monta un motor gasolina de 2.0 L con turbocompresor twin-scroll e intercooler que desarrolla una potencia máxima de 250 CV. Equipa la transmisión manual de seis marchas adelante
Todos los niveles de equipamiento llevan seis airbags delanteros (frontales, laterales y cortina), la versión Coupé lleva 8 airbags (un airbag colocado en la banqueta de los asientos delanteros. Renault llama a este sistema «PRC» («Pelvis Restrain Cushion»)]; como otros elementos de seguridad lleva también control de tracción y control de estabilidad, equipa a su vez ABS con distribución electrónica del frenado.
En 2012, el Renault Megane recibe un ligero lavado de cara, con la incorporación de la iluminación diurna LED, una parrilla más sencilla en negro brillante y motores más eficientes.
- Nota: El Megane III en su versión sedán Renault Fluence continuó en producción en la planta de Renault en Santa Isabel, Argentina y a la venta en el mencionado país hasta el año 2019.[17][18]

### Motorizaciones
|                                | 1.2 TCe                          | 1.2 TCe                          | 1.4 TCe                          | 1.6 16v               | 1.6 16v               | 1.6 (Etanol)          | 2.0                                 | 2.0 TCe (GT)                     | 2.0 TCe (RS)                     | 2.0 TCe (RS)                     | 2.0 TCe (RS Trophy)              | 2.0 TCe (RS Trophy)              |                                  |
| ------------------------------ | -------------------------------- | -------------------------------- | -------------------------------- | --------------------- | --------------------- | --------------------- | ----------------------------------- | -------------------------------- | -------------------------------- | -------------------------------- | -------------------------------- | -------------------------------- | -------------------------------- |
| Periodo                        | 2012-2016                        | 2013-2016                        | 2009-2013                        | 2009-2013             | 2009-2013             | 2009-2010             | 2009-2013                           | 2009-2013                        | 2009-2012                        | 2012-2016                        | 2009-2012                        | 2014-2016                        |                                  |
| Tipo de motor                  | L4 16v, inyección directa, turbo | L4 16v, inyección directa, turbo | L4 16v, inyección directa, turbo | L4 16v                | L4 16v                | L4 16v                | L4 16v                              | L4 16v, inyección directa, turbo | L4 16v, inyección directa, turbo | L4 16v, inyección directa, turbo | L4 16v, inyección directa, turbo | L4 16v, inyección directa, turbo | L4 16v, inyección directa, turbo |
| Identificación del motor       | H5F                              | H5F                              | H4J                              | K4M                   | K4M                   | K4M                   | M4R                                 | F4R                              | F4R                              | F4R                              | F4R                              | F4R                              |                                  |
| Diámetro x carrera             | 72.2 mm x 73.2 mm                | 72.2 mm x 73.2 mm                | 78.0 mm x 73.1 mm                | 79.5 mm x 80.5 mm     | 79.5 mm x 80.5 mm     | 79.5 mm x 80.5 mm     | 84.0 mm x 90.1 mm                   | 82.7 mm x 93.0 mm                | 82.7 mm x 93.0 mm                | 82.7 mm x 93.0 mm                | 82.7 mm x 93.0 mm                | 82.7 mm x 93.0 mm                |                                  |
| Cilindrada                     | 1199 cm³                         | 1199 cm³                         | 1397 cm³                         | 1598 cm³              | 1598 cm³              | 1598 cm³              | 1997 cm³                            | 1998 cm³                         | 1998 cm³                         | 1998 cm³                         | 1998 cm³                         | 1998 cm³                         |                                  |
| Relación de compresión         | 10.0: 1                          | 10.0: 1                          | 9.1: 1                           | 9.8: 1                | 9.7: 1                | 9.7: 1                | 10.2: 1                             | 9.3: 1                           | 8.5: 1                           | 8.6: 1                           | 8.5: 1                           | 8.6: 1                           |                                  |
| Potencia máxima: CV (kW) @ rpm | 115 CV (85 kW) @ 4500            | 132 CV (97 kW) @ 5500            | 131 CV (96 kW) @ 5500            | 100 CV (74 kW) @ 6000 | 110 CV (81 kW) @ 6000 | 110 CV (81 kW) @ 6000 | 140 CV (103 kW) @ 6000              | 180 CV (132 kW) @ 5500           | 250 CV (184 kW) @ 5500           | 265 CV (195 kW) @ 5500           | 265 CV (195 kW) @ 5500           | 275 CV (202 kW) @ 5500           |                                  |
| Par máximo: Nm @ rpm           | 190 Nm @ 2000                    | 205 Nm @ 2000                    | 190 Nm @ 2250                    | 148 Nm @ 4250         | 151 Nm @ 4250         | 151 Nm @ 4250         | 195 Nm @ 2250                       | 300 Nm @ 2000                    | 340 Nm @ 3000                    | 360 Nm @ 3000                    | 360 Nm @ 3000-5000               | 360 Nm @ 3000-5000               |                                  |
| Tracción                       | Delantera                        | Delantera                        | Delantera                        | Delantera             | Delantera             | Delantera             | Delantera                           | Delantera                        | Delantera                        | Delantera                        | Delantera                        | Delantera                        | Delantera                        |
| Transmisión                    | Manual, 6 velocidades            | Manual, 6 velocidades            | Manual, 6 velocidades            | Manual, 6 velocidades | Manual, 6 velocidades | Manual, 6 velocidades | Automática, variador continuo (CVT) | Manual, 6 velocidades            | Manual, 6 velocidades            | Manual, 6 velocidades            | Manual, 6 velocidades            | Manual, 6 velocidades            |                                  |
| Aceleración 0–100 km/h         | 10.9 s                           | 9.7 s                            | 9.6 s                            | 10.5 s                | 10.5 s                | 10.5 s                | 10.3 s                              | 7.8 s                            | 6.1 s                            | 6.0 s                            | 6.0 s                            | 5.8 s                            |                                  |
| Velocidad máxima               | 190 km/h                         | 200 km/h                         | 200 km/h                         | 190 km/h              | 190 km/h              | 190 km/h              | 195 km/h                            | 225 km/h                         | 250 km/h                         | 254 km/h                         | 255 km/h                         | 255 km/h                         |                                  |
| Consumo combinado (L/100 km)   | 5.3                              | 5.4                              | 6.6                              | 6.8                   | 6.9                   | 9.7                   | 7.6                                 | 7.7                              | 8.4                              | 8.2                              | 8.2                              | 7.5                              |                                  |

|                                | 1.5 dCi                                                                          | 1.5 dCi                                                                          | 1.5 dCi                                                                          | 1.5 dCi                                                                          | 1.5 dCi                                                                          | 1.6 dCi                                                                           | 1.9 dCi                                                                          | 2.0 dCi                                                                           | 2.0 dCi (GT)                                                                      |
| ------------------------------ | -------------------------------------------------------------------------------- | -------------------------------------------------------------------------------- | -------------------------------------------------------------------------------- | -------------------------------------------------------------------------------- | -------------------------------------------------------------------------------- | --------------------------------------------------------------------------------- | -------------------------------------------------------------------------------- | --------------------------------------------------------------------------------- | --------------------------------------------------------------------------------- |
| Periodo                        | 2008-2009                                                                        | 2009-2014                                                                        | 2014-2016                                                                        | 2008-2012                                                                        | 2012-2016                                                                        | 2012-2016                                                                         | 2008-2012                                                                        | 2009-2012                                                                         | 2009-2014                                                                         |
| Tipo de motor                  | L4 8v, inyección directa, common-rail, turbo, Filtro DPF (Filtro antipartículas) | L4 8v, inyección directa, common-rail, turbo, Filtro DPF (Filtro antipartículas) | L4 8v, inyección directa, common-rail, turbo, Filtro DPF (Filtro antipartículas) | L4 8v, inyección directa, common-rail, turbo, Filtro DPF (Filtro antipartículas) | L4 8v, inyección directa, common-rail, turbo, Filtro DPF (Filtro antipartículas) | L4 16v, inyección directa, common-rail, turbo, Filtro DPF (Filtro antipartículas) | L4 8v, inyección directa, common-rail, turbo, Filtro DPF (Filtro antipartículas) | L4 16v, inyección directa, common-rail, turbo, Filtro DPF (Filtro antipartículas) | L4 16v, inyección directa, common-rail, turbo, Filtro DPF (Filtro antipartículas) |
| Identificación del motor       | K9K                                                                              | K9K                                                                              | K9K                                                                              | K9K                                                                              | K9K                                                                              | R9M                                                                               | F9Q                                                                              | M9R                                                                               | M9R                                                                               |
| Diámetro x carrera             | 76.0 mm x 80.5 mm                                                                | 76.0 mm x 80.5 mm                                                                | 76.0 mm x 80.5 mm                                                                | 76.0 mm x 80.5 mm                                                                | 76.0 mm x 80.5 mm                                                                | 80.0 mm x 79.5 mm                                                                 | 80.0 mm x 93.0 mm                                                                | 84.0 mm x 90.0 mm                                                                 | 84.0 mm x 90.0 mm                                                                 |
| Cilindrada                     | 1461 cm³                                                                         | 1461 cm³                                                                         | 1461 cm³                                                                         | 1461 cm³                                                                         | 1461 cm³                                                                         | 1598 cm³                                                                          | 1870 cm³                                                                         | 1995 cm³                                                                          | 1995 cm³                                                                          |
| Relación de compresión         | 17.6: 1                                                                          | 15.2: 1                                                                          | 15.2: 1                                                                          | 15.3: 1                                                                          | 15.2: 1                                                                          | 15.4: 1                                                                           | 16.6: 1                                                                          | 15.5: 1                                                                           | 15.1: 1                                                                           |
| Potencia máxima: CV (kW) @ rpm | 85 CV (63 kW) @ 3750                                                             | 90 CV (66 kW) @ 4000                                                             | 95 CV (70 kW) @ 4000                                                             | 105 CV (78 kW) @ 4000                                                            | 110 CV (81 kW) @ 4000                                                            | 131 CV (96 kW) @ 4000                                                             | 131 CV (96 kW) @ 3750                                                            | 150 CV (110 kW) @ 3750                                                            | 165 CV (120 kW) @ 3750                                                            |
| Par máximo: Nm @ rpm           | 200 Nm @ 1750                                                                    | 200 Nm @ 1750                                                                    | 240 Nm @ 2000                                                                    | 240 Nm @ 1750                                                                    | 240 Nm @ 1750                                                                    | 320 Nm @ 1750                                                                     | 300 Nm @ 1750                                                                    | 360 Nm @ 2000                                                                     | 380 Nm @ 2000                                                                     |
| Tracción                       | Delantera                                                                        | Delantera                                                                        | Delantera                                                                        | Delantera                                                                        | Delantera                                                                        | Delantera                                                                         | Delantera                                                                        | Delantera                                                                         | Delantera                                                                         |
| Transmisión                    | Manual, 5 velocidades                                                            | Manual, 5 velocidades                                                            | Manual, 6 velocidades                                                            | Manual, 6 velocidades                                                            | Manual, 6 velocidades / Automática, 6 velocidades                                | Manual, 6 velocidades                                                             | Manual, 6 velocidades                                                            | Manual, 6 velocidades / Automática, 6 velocidades                                 | Manual, 6 velocidades                                                             |
| Aceleración 0–100 km/h         | 12.9 s                                                                           | 12.5 s                                                                           | 12.3 s                                                                           | 10.9 s                                                                           | 10.8 s                                                                           | 9.8 s                                                                             | 9.5 s                                                                            | 9.2 s                                                                             | 8.5 s                                                                             |
| Velocidad máxima               | 175 km/h                                                                         | 180 km/h                                                                         | 190 km/h                                                                         | 190 km/h                                                                         | 190 km/h                                                                         | 200 km/h                                                                          | 205 km/h                                                                         | 210 km/h                                                                          | 215 km/h                                                                          |
| Consumo combinado (L/100 km)   | 4.5                                                                              | 4.4                                                                              | 4.1                                                                              | 4.5                                                                              | 4.4                                                                              | 4.0                                                                               | 5.1                                                                              | 6.6                                                                               | 5.6                                                                               |

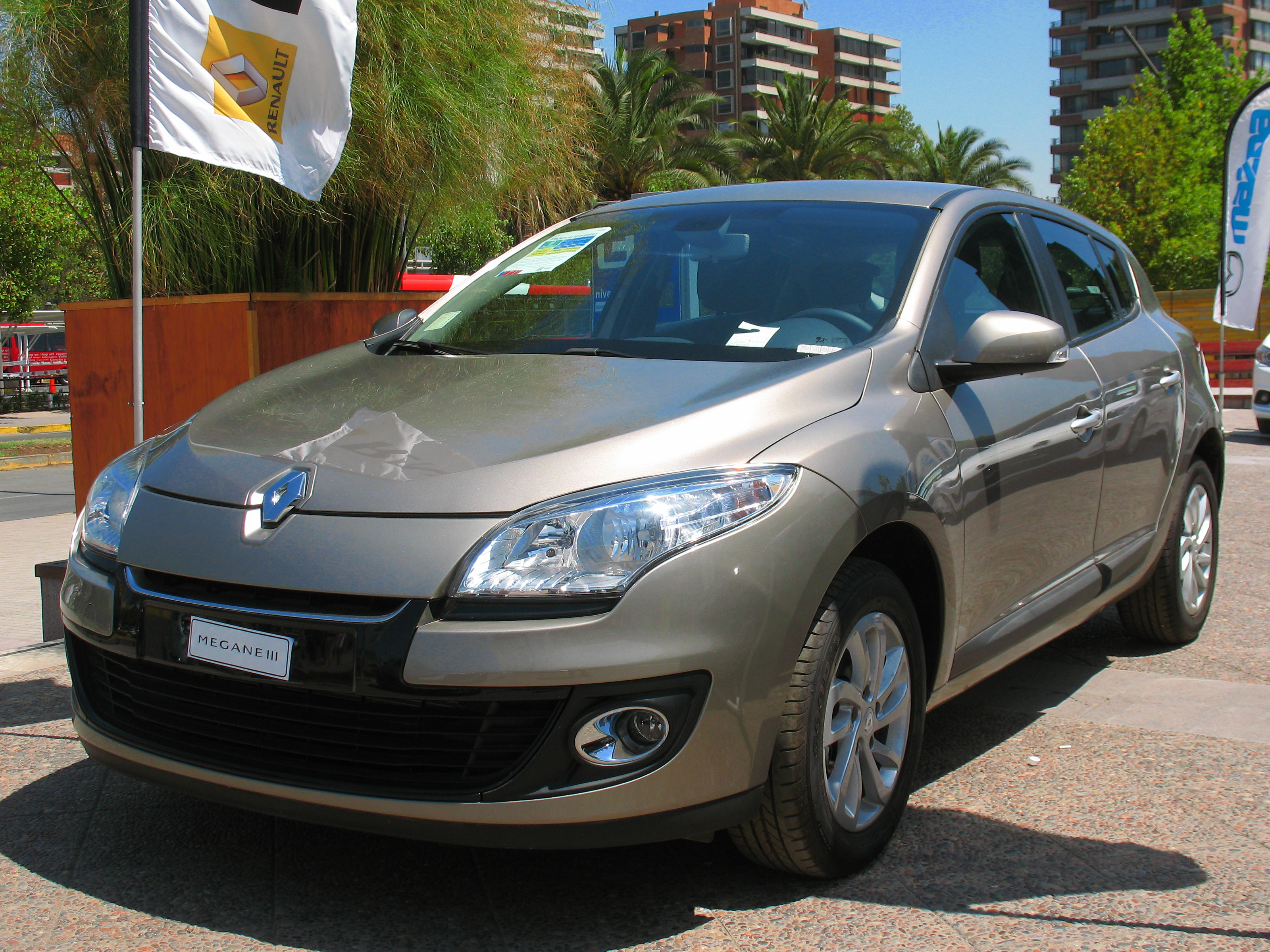
Renault Mégane III lavado de cara 2012
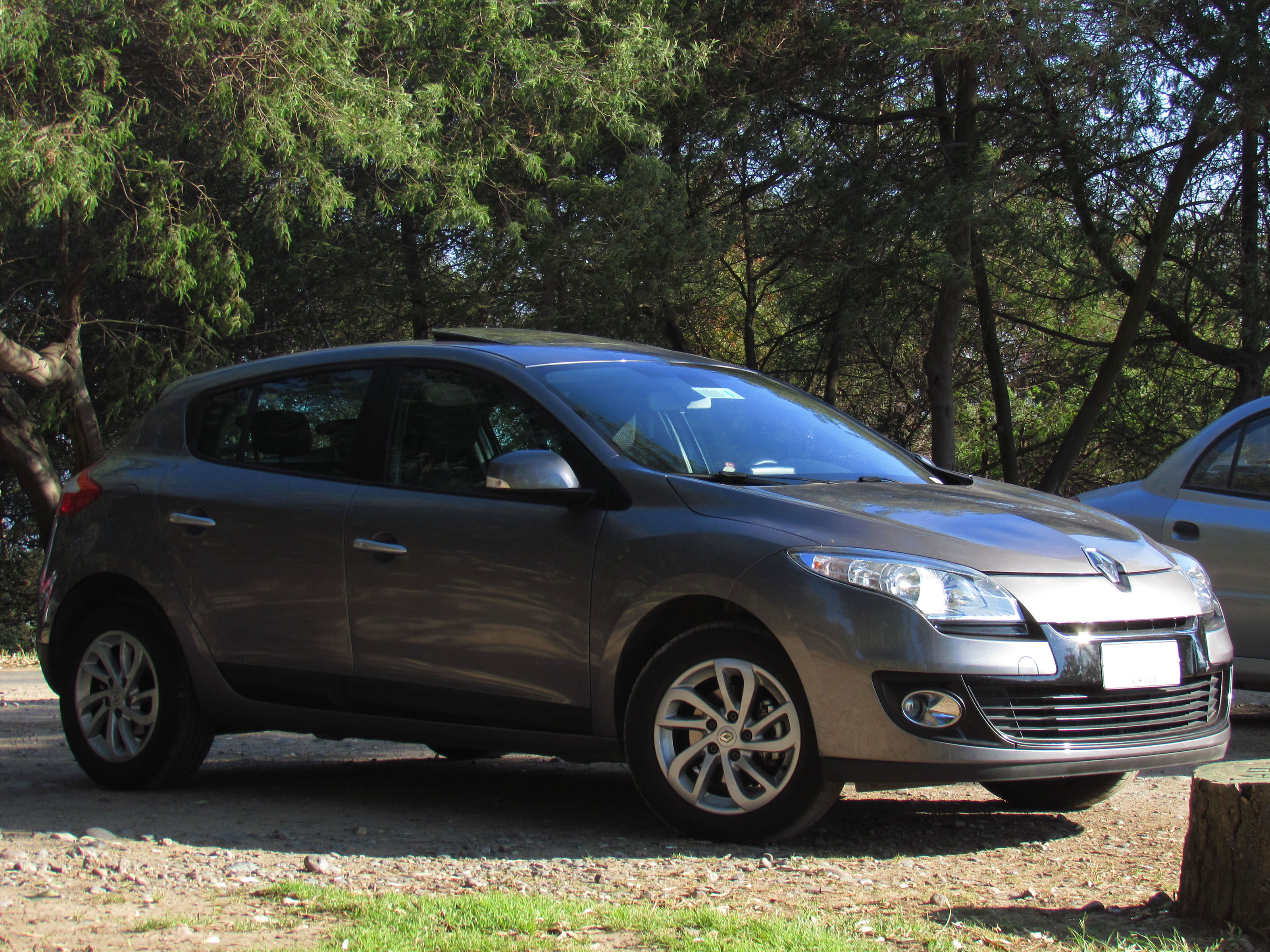
Renault Mégane III Lavado de Cara 2012
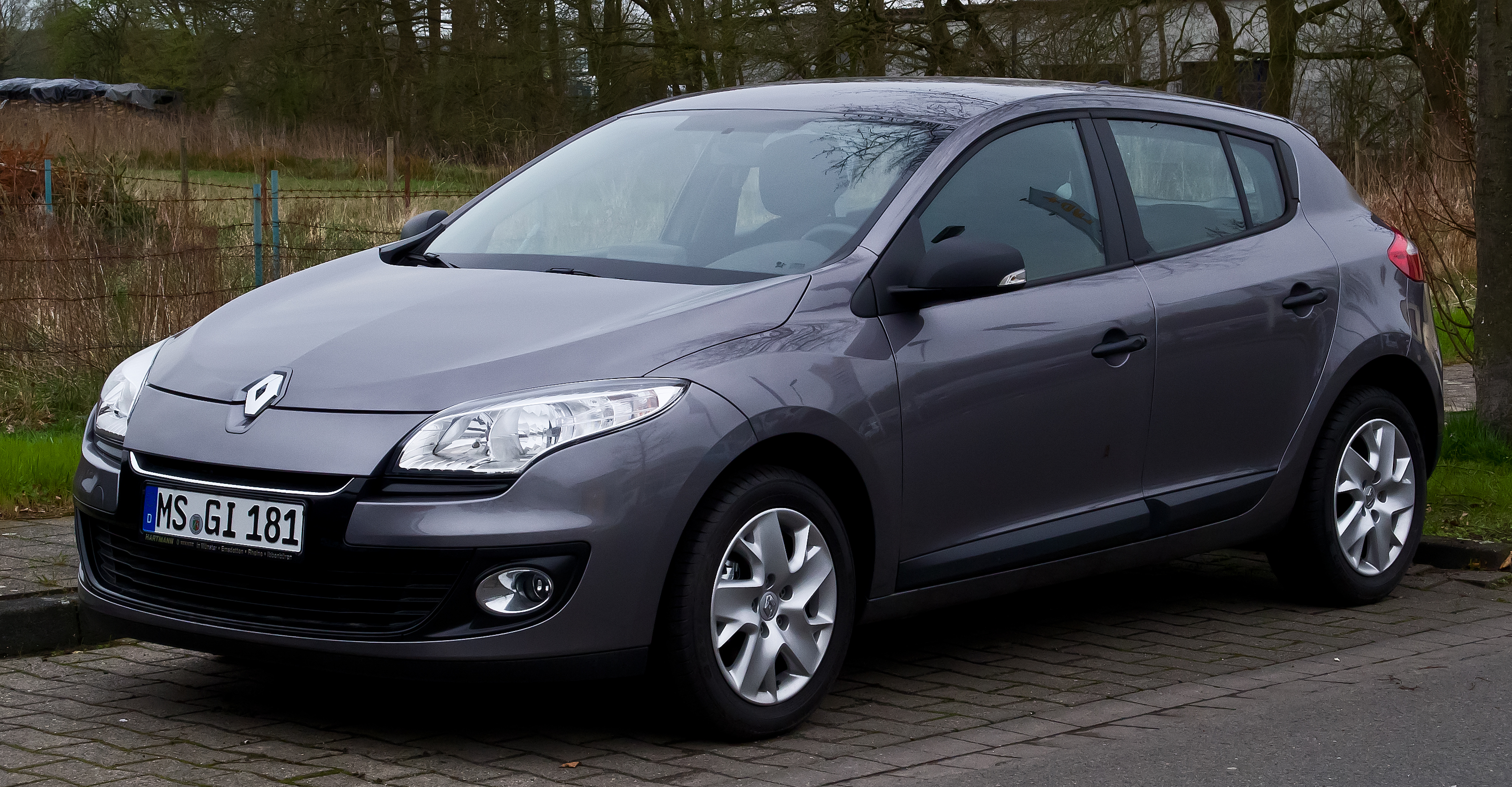
Renault Mégane III lavado de cara 2012.

En 2014, recibe el último rediseño en el sector frontal con vistas al futuro lanzamiento del Megane IV, el sedán tres volúmenes Fluence también recibe un rediseño en su frontal que busca asemejarlo al estilo general global de Renault.

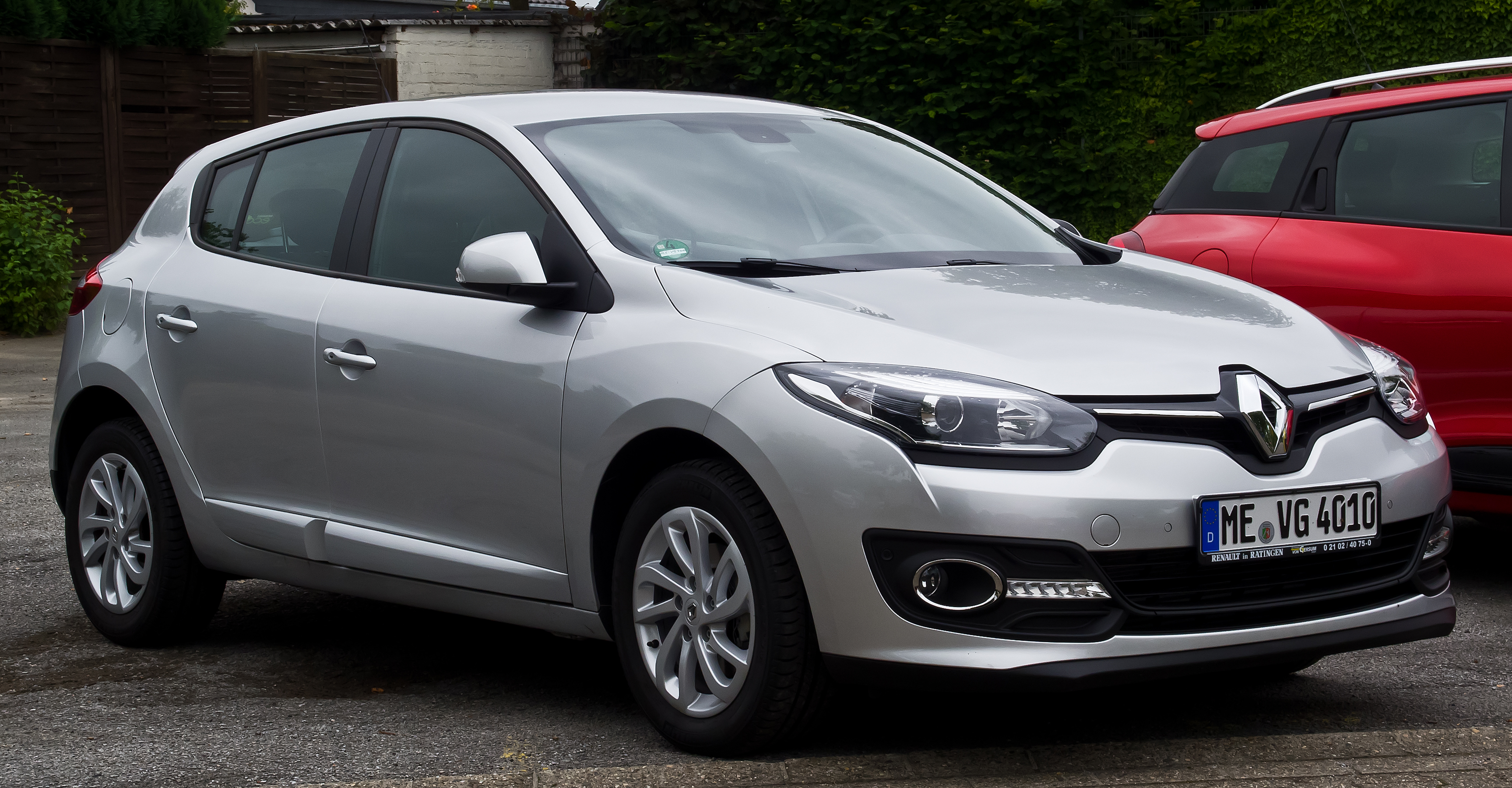
Renault Mégane III rediseño 2014
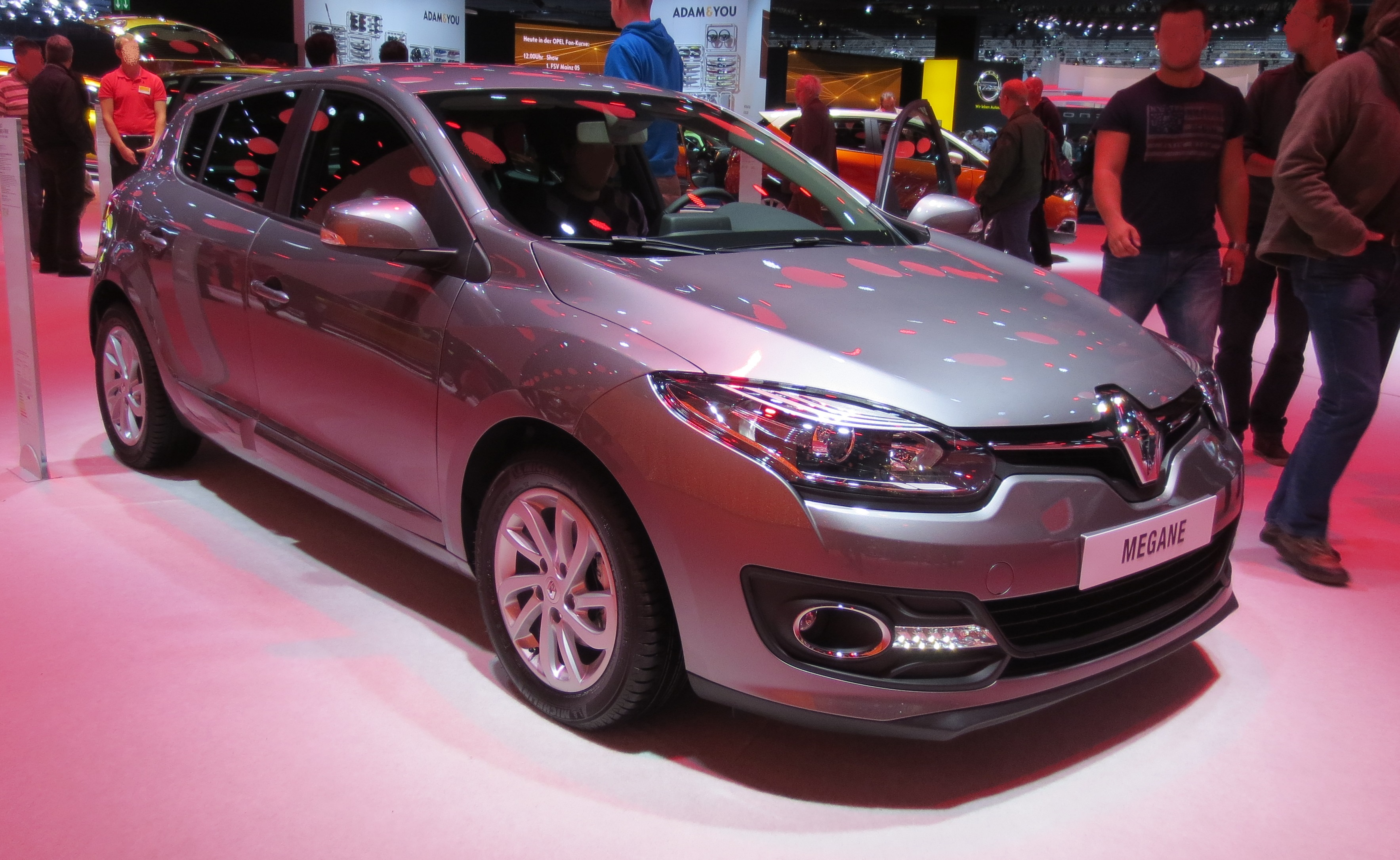
Renault Mégane III rediseño 2014
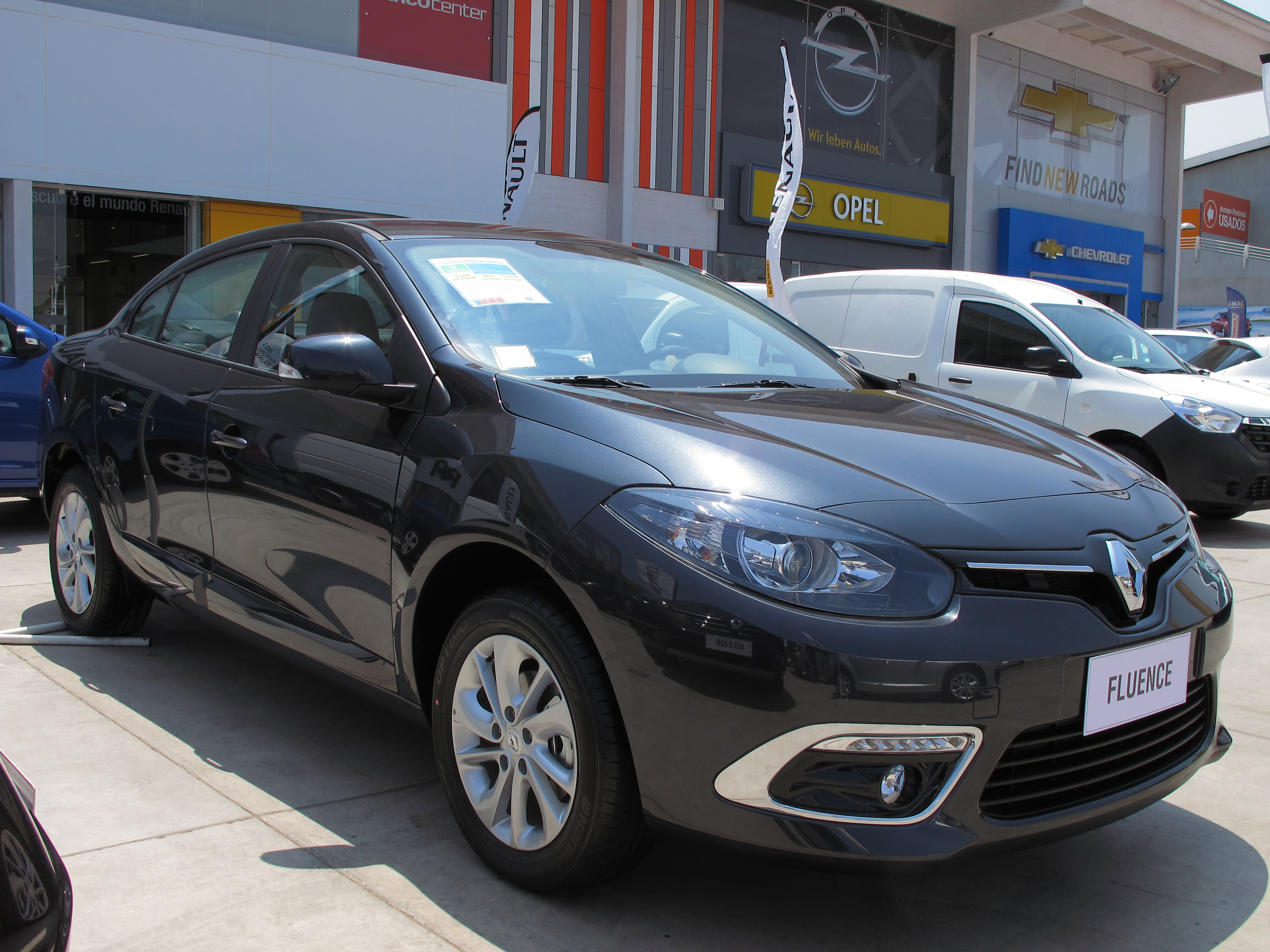
Renault Fluence rediseño 2013.

Renault Megane III sectores posteriores según carrocería

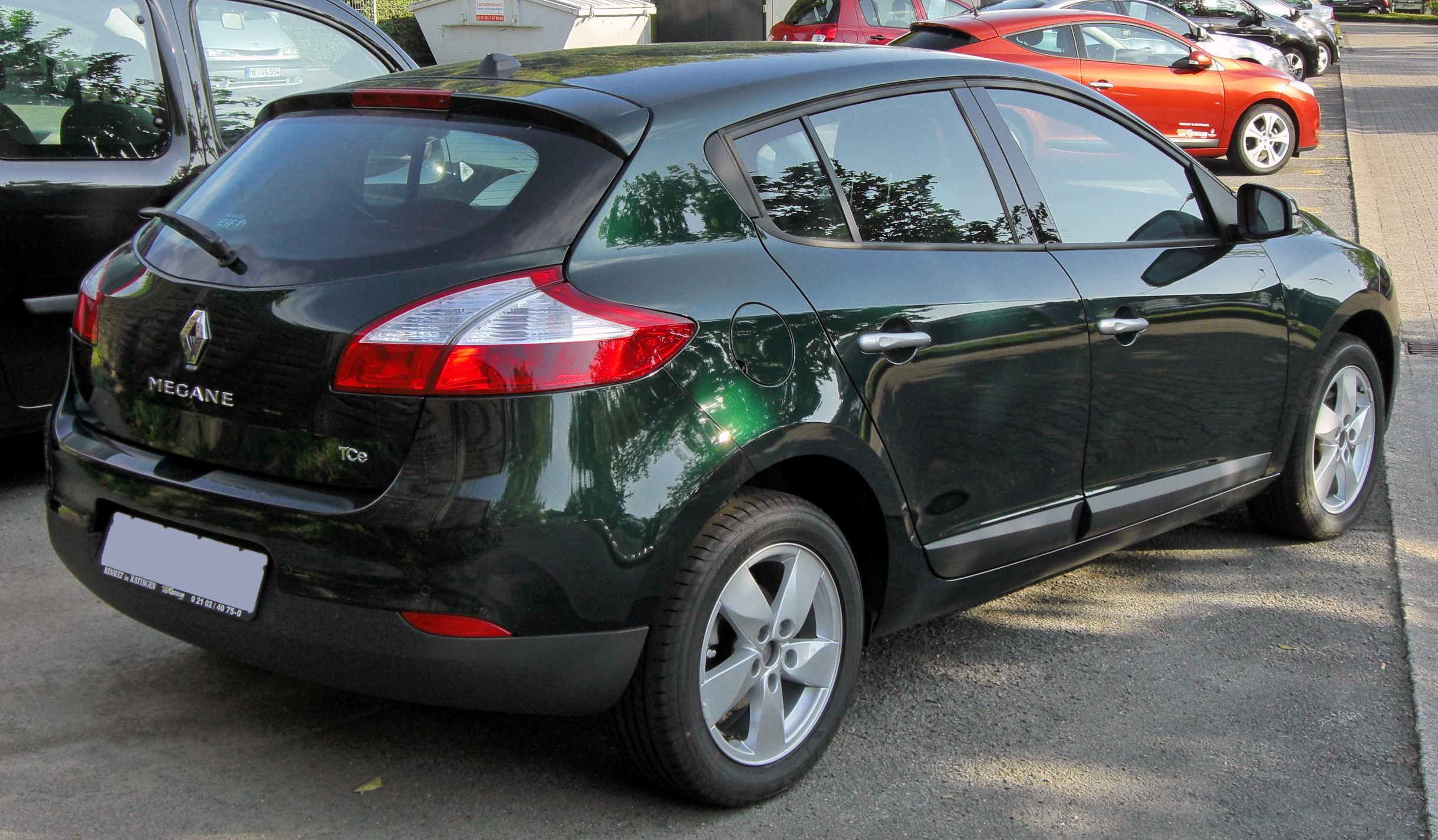
Renault Mégane de cinco puertas.
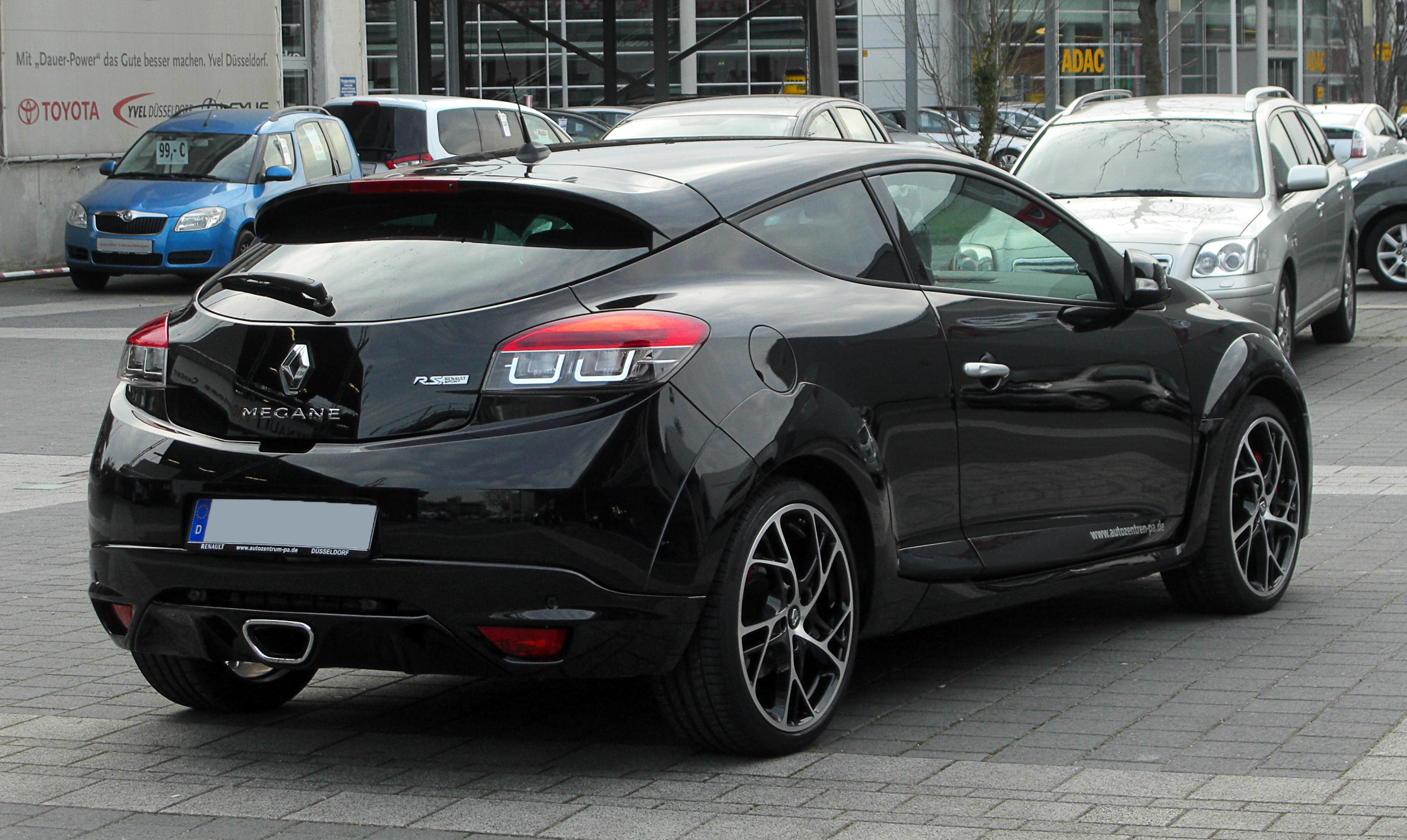
Renault Mégane Coupé RS.
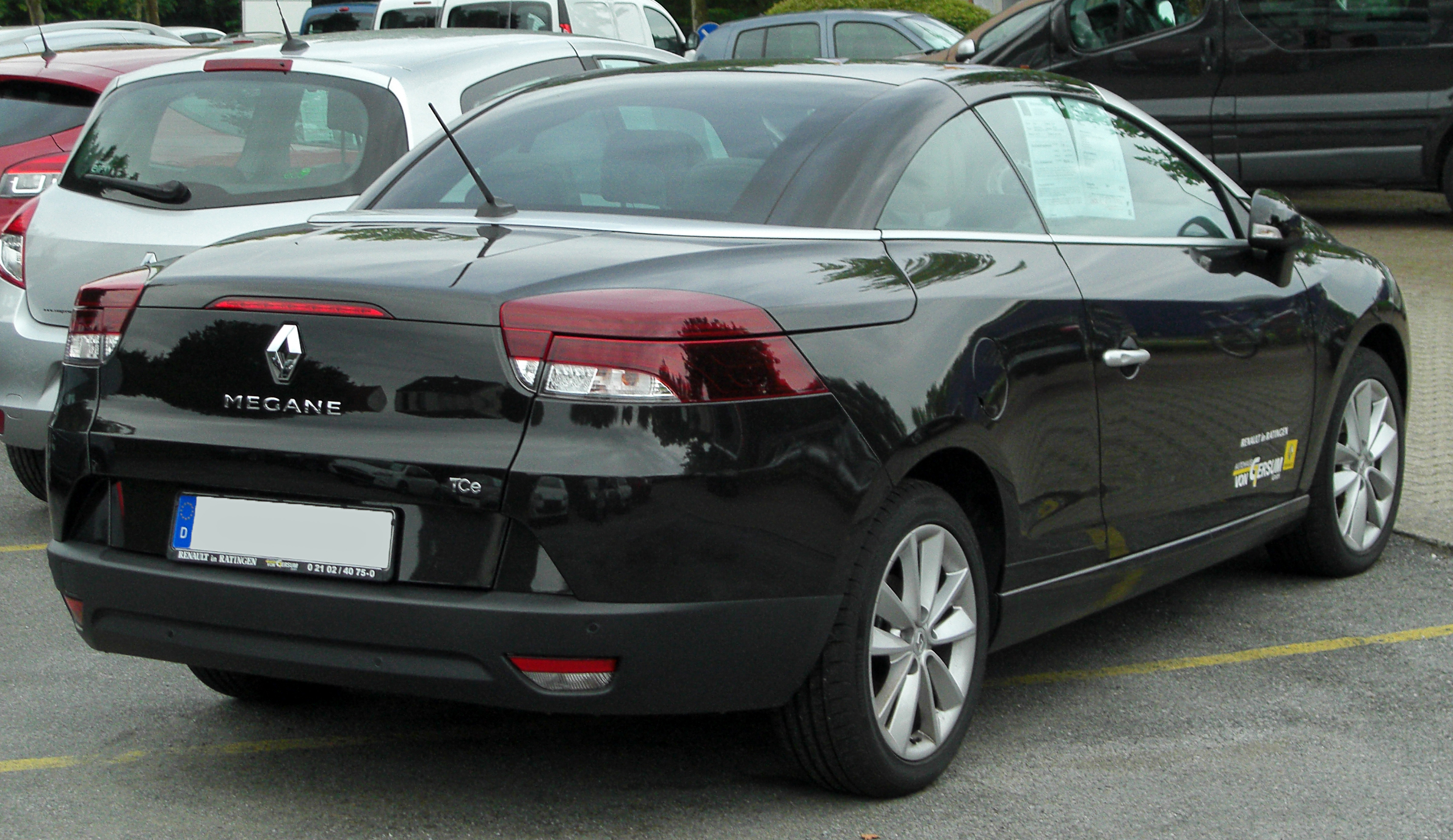
Renault Mégane CC.
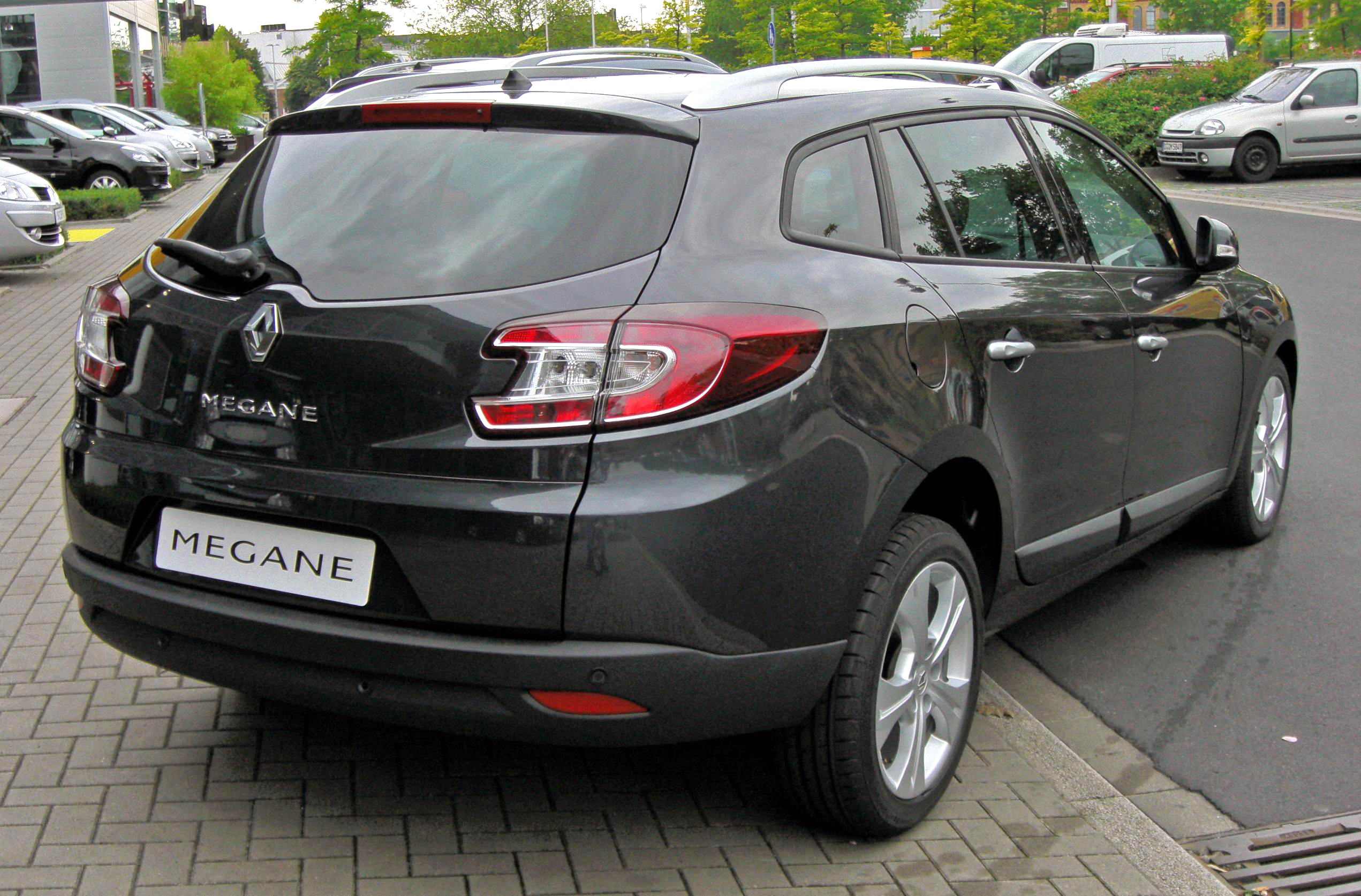
Renault Mégane wagon.
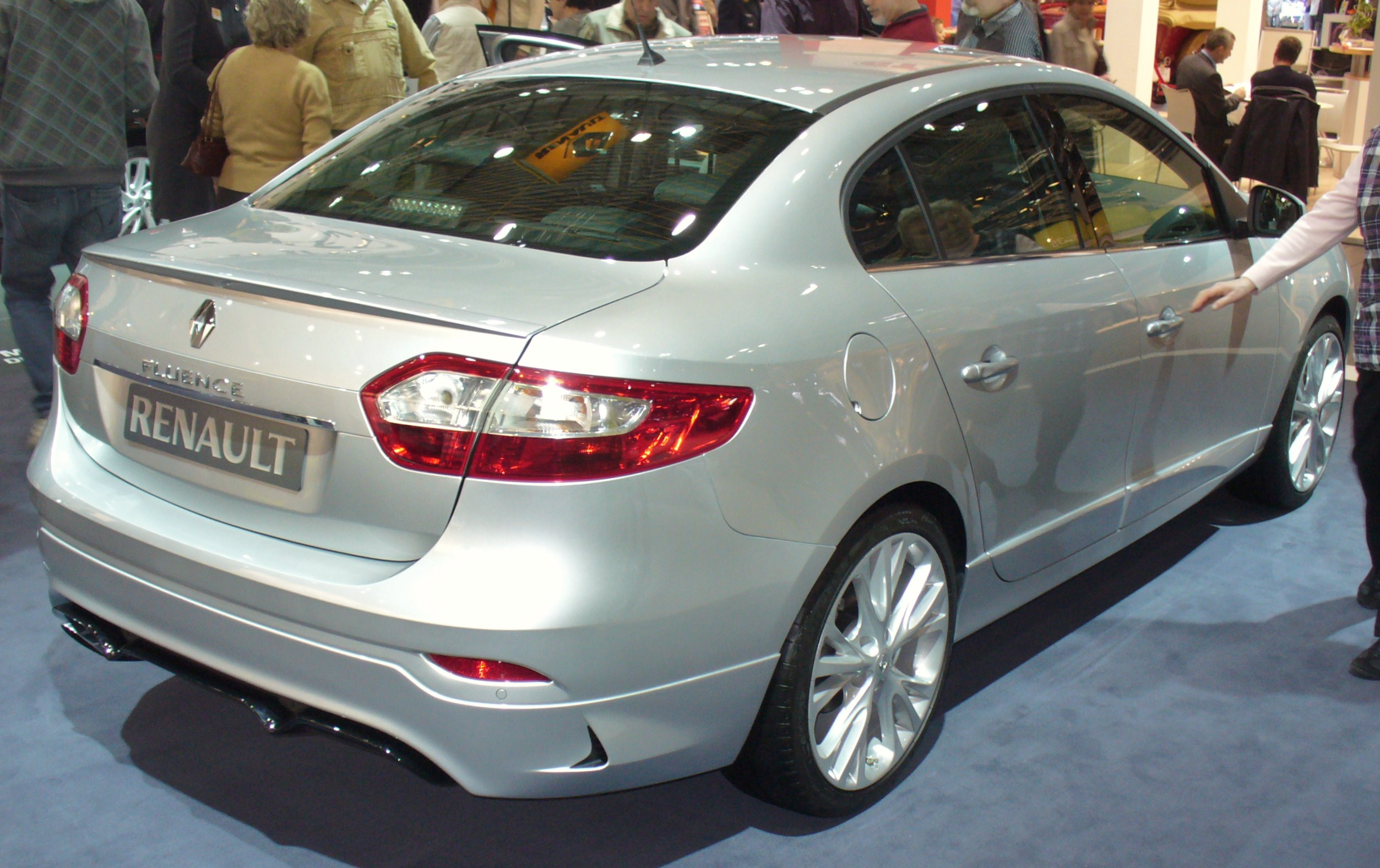
Renault Fluence (sustituye al Mégane Sedán).

### Series especiales
- RS. - Versión deportiva.
- RS N4. - Serie especial de la versión RS destinada a las competiciones Grupo N4 de la FIA.[19]
- RS Trophy. - Versión del Mégane RS lanzada en el año 2011 limitada a 500 unidades que añade detalles estéticos y mecánicos extra.[20]

## Cuarta generación (2016-presente)
El Mégane IV fue presentado en el Salón de Fráncfort de 2015, y se puso a la venta en diciembre de ese mismo año. La nueva generación fue concebida siguiendo la nueva línea de diseño de Renault, que se inició con el Clio IV en 2012. El responsable de su diseño fue el actual diseñador jefe de Renault, Laurens Van den Acker. Comparte ciertos rasgos estilísticos con su hermano de gama Renault Talismán, como unas luces diurnas LED en forma de C o unos pilotos alargados que recorren casi todo el portón. También destacan los hombros esculpidos o los nervios que recorren el capó y las puertas. Utiliza la plataforma modular CMF-C/D de la Alianza Renault-Nissan, sobre la que se asientan los modelos Kadjar, Espace V y Talismán.
El Mégane se fabrica en la fábrica que tiene Renault en Villamuriel de Cerrato, en Palencia, España. Está disponible en carrocerías familiar, sedán y hatchback de cinco puertas. Las carrocerías hatchback de tres puertas (Mégane Coupe) y descapotable (Mégane CC) desaparecen en esta generación.
A nivel de seguridad, el Mégane IV consiguió en el año 2015 cinco estrellas en las pruebas de choque EuroNCAP (88% en ocupante adulto, 87% en ocupante infantil, 71% para peatones y 71% en asistencias a la seguridad). De serie lleva seis airbags (frontales, laterales delanteros y de cortina), ABS con asistencia a la frenada SAFE, ESC, sistemas de fijación para sillitas infantiles ISOFIX, control de presión de los neumáticos y limitador/regulador de velocidad. Además, según acabados, puede equipar regulador de velocidad adaptativo, frenada de emergencia asistida, alerta de distancia de seguridad, alerta por cambio involuntario de carril, alerta de exceso de velocidad con reconocimiento de señales y detector de ángulo muerto.
En cuanto a su equipamiento tecnológico, destacan opciones como el asistente al aparcamiento con cámara de marcha atrás, los faros Full LED PURE VISION, el Head Up Display, la pantalla TFT a color personalizable en el panel de instrumentos, el sistema de entretenimiento R-Link 2.0 con pantalla táctil de 7 o de 8,9 pulgadas y navegador, el freno de mano eléctrico, la iluminación ambiental, el sistema de modos de conducción Multisense, y los asientos delanteros calefactados y con masaje para el conductor.

### Mégane GT

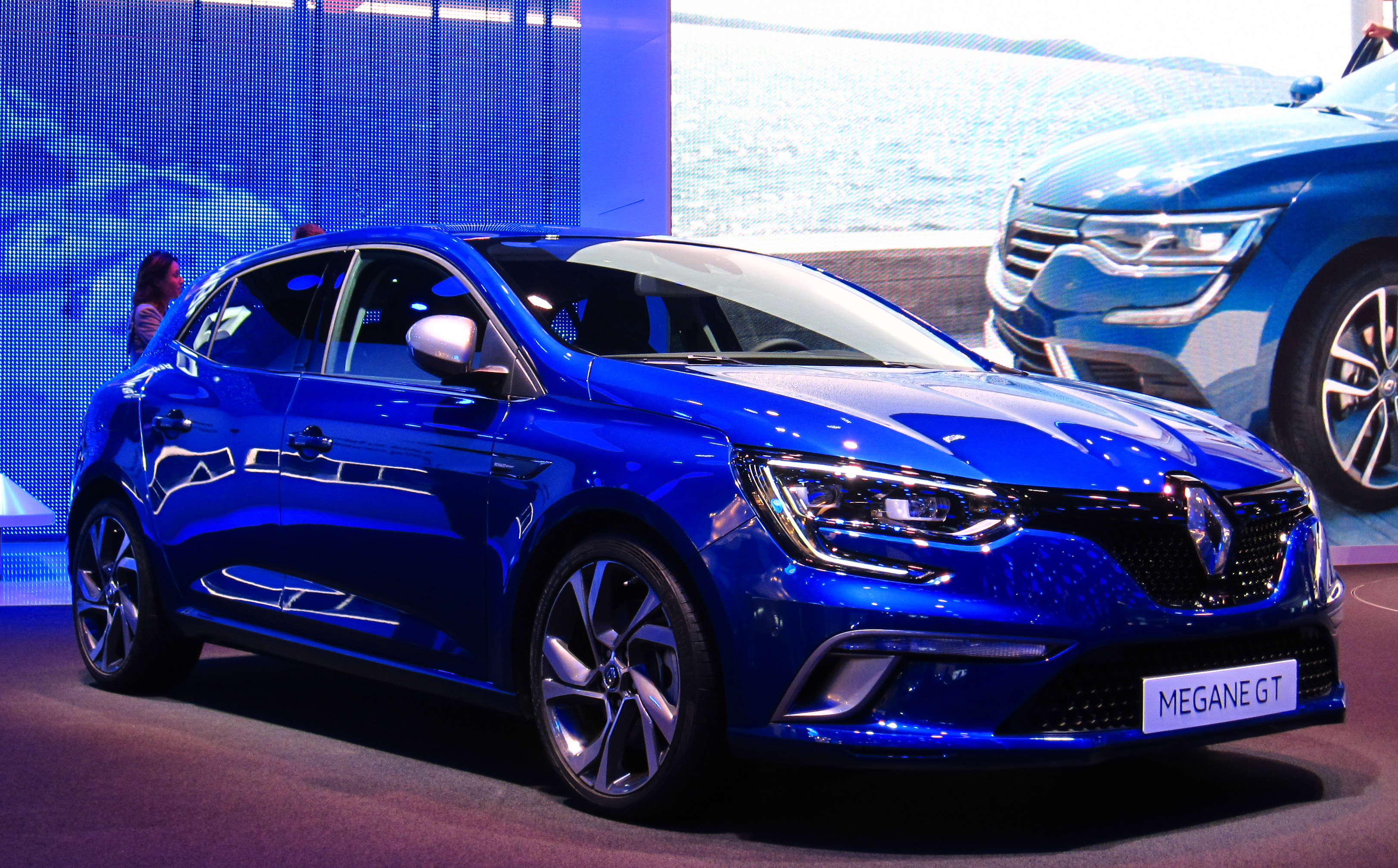
Variante GT.

El Mégane GT ha sido desarrollado por Renault Sport, y es la versión más deportiva de la gama hasta la llegada del modelo RS. Está disponible con un motor de gasolina 1.6 TCe de 205 cv y un Diésel 1.6 dCi de 165 cv. Ambos motores van asociados a una caja automática de doble embrague EDC con levas de aluminio tras el volante, de siete relaciones para el gasolina y seis para el Diésel. El Mégane GT cuenta con un pack estético específico (paragolpes, rejilla de calandra de nido de abeja, difusor con doble salida de escape, retrovisores en Dark Metal, llantas), un interior con un volante deportivo, pedales de aluminio y asientos deportivos con reposacabezas integrados y tapicería de alcántara opcional, además de un color exclusivo (Azul Rayo).
El Mégane GT cuenta con un tarado de suspensión más deportivo, además del sistema de dirección a las cuatro ruedas 4Control visto en otros Renault, que aumenta su agilidad y estabilidad. La caja de cambios EDC tiene dos funciones específicas: el Multi Change Down, para bajar varias marchas de golpe en una reducción, y el Launch Control para hacer salidas desde parado más rápidas.
El paquete estético (paragolpes y difusor) y los asientos del GT pueden asociarse con resto de motorizaciones de la mano del acabado GT Line, si bien a nivel mecánico esta versión no incorpora las mejoras mecánicas del modelo GT.

### Motorizaciones
|                                | 1.2 TCe                          | 1.2 TCe                                           | 1.3 TCe                              | 1.3 TCe                              | 1.3 TCe                                           | 1.3 TCe                                           | 1.6 TCe                                   | 1.8 TCe R.S                                       | 1.8 TCe R.S Trophy                   | 1.8 TCe R.S Trophy EDC               |
| ------------------------------ | -------------------------------- | ------------------------------------------------- | ------------------------------------ | ------------------------------------ | ------------------------------------------------- | ------------------------------------------------- | ----------------------------------------- | ------------------------------------------------- | ------------------------------------ | ------------------------------------ |
| Periodo                        | 2016-2019                        | 2016-2019                                         | 2019-presente                        | 2019-presente                        | 2019-presente                                     | 2019-presente                                     | 2016-2018                                 | 2018-presente                                     | 2019-presente                        | 2019-presente                        |
| Tipo de motor                  | L4 16v, inyección directa, turbo | L4 16v, inyección directa, turbo                  | L4 16v, inyección directa, turbo,FAP | L4 16v, inyección directa, turbo,FAP | L4 16v, inyección directa, turbo,FAP              | L4 16v, inyección directa, turbo,FAP              | L4 16v, inyección directa, turbo, Sin FAP | L4 16v, inyección directa, turbo,FAP              | L4 16v, inyección directa, turbo,FAP | L4 16v, inyección directa, turbo,FAP |
| Identificación del motor       | H5F                              | H5F                                               | H5Ht                                 | H5Ht                                 | H5Ht                                              | H5Ht                                              | M5MT                                      | M5Pt                                              | M5Pt                                 | M5Pt                                 |
| Cilindrada                     | 1197 cm³                         | 1197 cm³                                          | 1 333 cm³                            | 1 333 cm³                            | 1 333 cm³                                         | 1 333 cm³                                         | 1618 cm³                                  | 1798 cm³                                          | 1798 cm³                             | 1798 cm³                             |
| Potencia máxima: CV (kW) @ rpm | 100 CV (74 kW) @ 4500            | 130 CV (96 kW) @ 5500                             | 100 CV (75 kW) @ 4500 rpm            | 115 CV (85 kW) @ 4500 rpm            | 140 CV (103 kW) @ 5000 rpm                        | 160 CV (118 kW) @ 5500 rpm                        | 205 CV (151 kW) @ 6000 rpm                | 280 CV (206 kW) @ 6000 rpm                        | 300 CV (221 kW) @ 6000 rpm           | 300 CV (221 kW) @ 6000 rpm           |
| Par máximo: Nm @ rpm           | 175 Nm @ 1500                    | 205 Nm @ 2000                                     | 200 Nm @ 1400 rpm                    | 220 Nm @ 1500 rpm                    | 240 Nm @ 1600 rpm                                 | 260 Nm @ 1800 rpm                                 | 280 Nm @ 2400                             | 390 Nm @ 2400 rpm                                 | 400 Nm @ 3200 rpm                    | 420 Nm @ 3200 rpm                    |
| Tracción                       | Delantera                        | Delantera                                         | Delantera                            | Delantera                            | Delantera                                         | Delantera                                         | Delantera                                 | Delantera                                         | Delantera                            | Delantera                            |
| Transmisión                    | Manual, 6 velocidades            | Manual, 6 velocidades / Automática, 6 velocidades | Manual, 6 velocidades                | Manual, 6 velocidades                | Manual, 6 velocidades / Automática, 7 velocidades | Manual, 6 velocidades / Automática, 7 velocidades | Automática, 7 velocidades                 | Manual, 6 velocidades / Automática, 6 velocidades | Manual, 6 velocidades                | Automática, 6 velocidades            |
| Aceleración 0–100 km/h         | 12.3 s                           | 10.6 s                                            | 11.8s                                | 10.7 s                               | 9.2 s                                             | 8.2s s                                            | 7.1 s                                     | 5.8 s                                             | 5.7s                                 | 5.7s                                 |
| Velocidad máxima               | 180 km/h                         | 198 km/h                                          | 179 km/h                             | 191 km/h                             | 209 km/h                                          | 212 km/h                                          | 230 km/h                                  | 250 km/h Lim.                                     | 260 km/h                             | 255 km/h                             |
| Consumo combinado (L/100 km)   | 5.4-5.5                          | 5.6-5.7                                           | 5.3                                  | 5.4                                  | 5.5                                               | 5.7                                               | 6.0                                       | 6.9                                               | 6.9                                  | 7.1                                  |

|                                | 1.5 dCi                                                                    | 1.5 dCi                                                                    | 1.5 dCi                                                                    | 1.5 Blue dCi                                                               | 1.5 Blue dCi                                                               | 1.5 Blue dCi                                                               | 1.6 dCi                                                                    | 1.7 Blue dCi                                                               |
| ------------------------------ | -------------------------------------------------------------------------- | -------------------------------------------------------------------------- | -------------------------------------------------------------------------- | -------------------------------------------------------------------------- | -------------------------------------------------------------------------- | -------------------------------------------------------------------------- | -------------------------------------------------------------------------- | -------------------------------------------------------------------------- |
| Periodo                        | 2016-2019                                                                  | 2016-2019                                                                  | 2016-2019                                                                  | 2019-presente                                                              | 2019-presente                                                              | 2019-presente                                                              | 2016-2019                                                                  | 2019-presente                                                              |
| Tipo de motor                  | L4 16v, inyección directa, common-rail, turbo, filtro antipartículas (DPF) | L4 16v, inyección directa, common-rail, turbo, filtro antipartículas (DPF) | L4 16v, inyección directa, common-rail, turbo, filtro antipartículas (DPF) | L4 16v, inyección directa, common-rail, turbo, filtro antipartículas (DPF) | L4 16v, inyección directa, common-rail, turbo, filtro antipartículas (DPF) | L4 16v, inyección directa, common-rail, turbo, filtro antipartículas (DPF) | L4 16v, inyección directa, common-rail, turbo, filtro antipartículas (DPF) | L4 16v, inyección directa, common-rail, turbo, filtro antipartículas (DPF) |
| Identificación del motor       | K9K                                                                        | K9K                                                                        | K9K                                                                        | K9K                                                                        | K9K                                                                        | K9K                                                                        | R9M                                                                        | R9N                                                                        |
| Cilindrada                     | 1461 cm³                                                                   | 1461 cm³                                                                   | 1461 cm³                                                                   | 1461 cm³                                                                   | 1461 cm³                                                                   | 1461 cm³                                                                   | 1598 cm³                                                                   | 1749 cm³                                                                   |
| Potencia máxima: CV (kW) @ rpm | 90 CV (66 kW) @ 4000                                                       | 110 CV (81 kW) @ 4000                                                      | 110 CV (81 kW) @ 4000                                                      | 95 CV (70 kW) @ 3750                                                       | 115 CV (85 kW) @ 3750                                                      | 115 CV (85 kW) @ 3750                                                      | 130 CV (96 kW) @ 4000                                                      | 150 CV (112 kW) @ 4000                                                     |
| Par máximo: Nm @ rpm           | 220 Nm @ 1750                                                              | 260 Nm @ 1750                                                              | 250 Nm @ 1750                                                              | 240 Nm @ 1750                                                              | 260 Nm @ 2000                                                              | 260 Nm @ 2000                                                              | 320 Nm @ 1750                                                              | 340 Nm @ 1750                                                              |
| Tracción                       | Delantera                                                                  | Delantera                                                                  | Delantera                                                                  | Delantera                                                                  | Delantera                                                                  | Delantera                                                                  | Delantera                                                                  | Delantera                                                                  |
| Transmisión                    | Manual, 6 velocidades                                                      | Manual, 6 velocidades / Automática, 7 velocidades                          | Manual, 6 velocidades / Automática, 7 velocidades                          | Manual, 6 velocidades /                                                    | Manual, 6 velocidades                                                      | Automática, 7 velocidades                                                  | Manual, 6 velocidades                                                      | Automática, 6 velocidades                                                  |
| Aceleración 0–100 km/h         | 13.4 s                                                                     | 11.2 s                                                                     | 11.2 s                                                                     | 12.1 s                                                                     | 11.1 s                                                                     | 10.6 s                                                                     | 10.0 s                                                                     | -                                                                          |
| Velocidad máxima               | 175 km/h                                                                   | 187 km/h                                                                   | 187 km/h                                                                   | 185 km/h                                                                   | 187 km/h                                                                   | 191 km/h                                                                   | 199 km/h                                                                   | -                                                                          |
| Consumo combinado (L/100 km)   | 3.7-3.9                                                                    | 3.5-3.8                                                                    | 3.5-3.8                                                                    | 3.9                                                                        | 3.8                                                                        | 4.1                                                                        | 4.0                                                                        | -                                                                          |

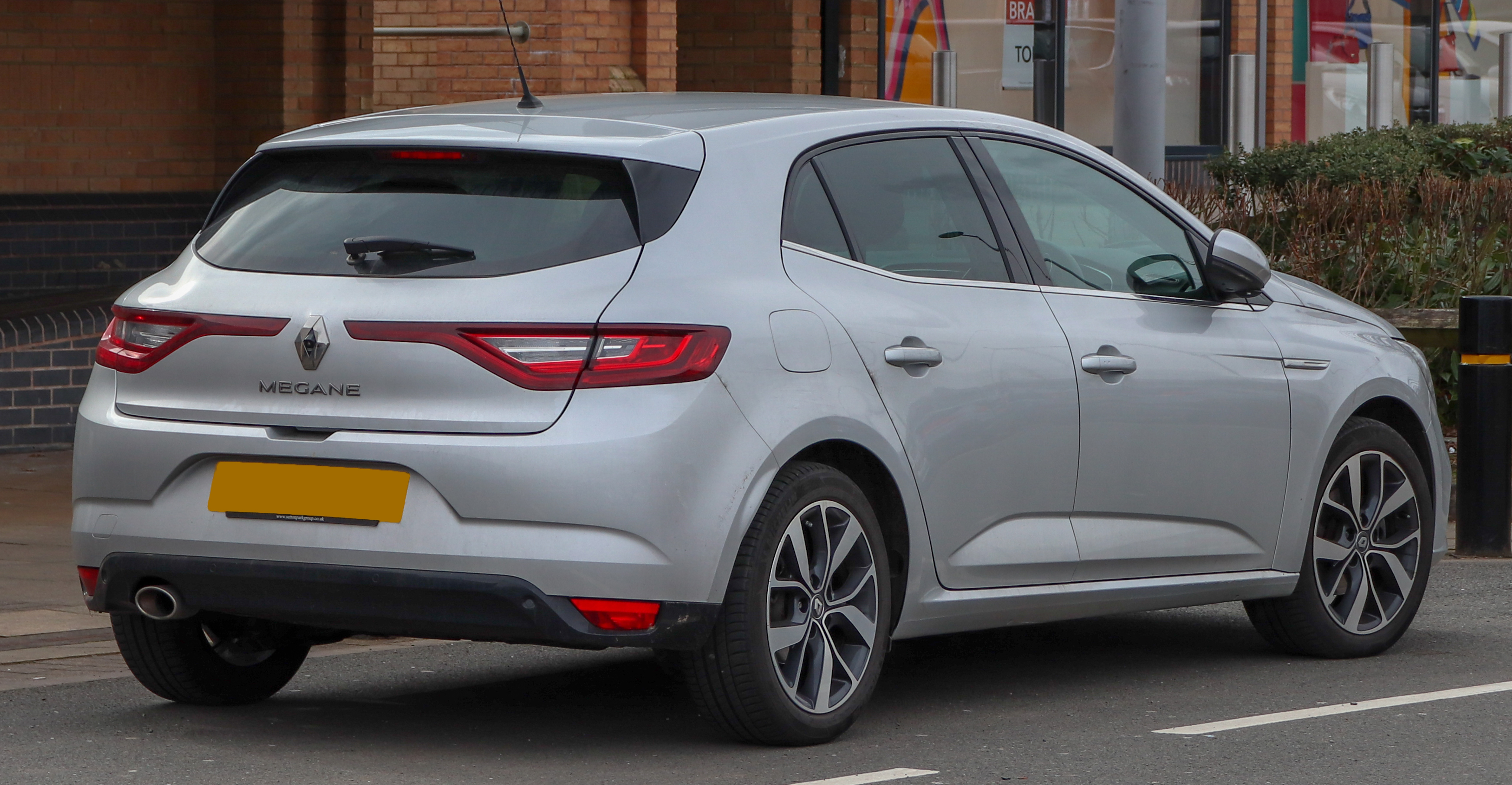
Trasera del Mégane IV.
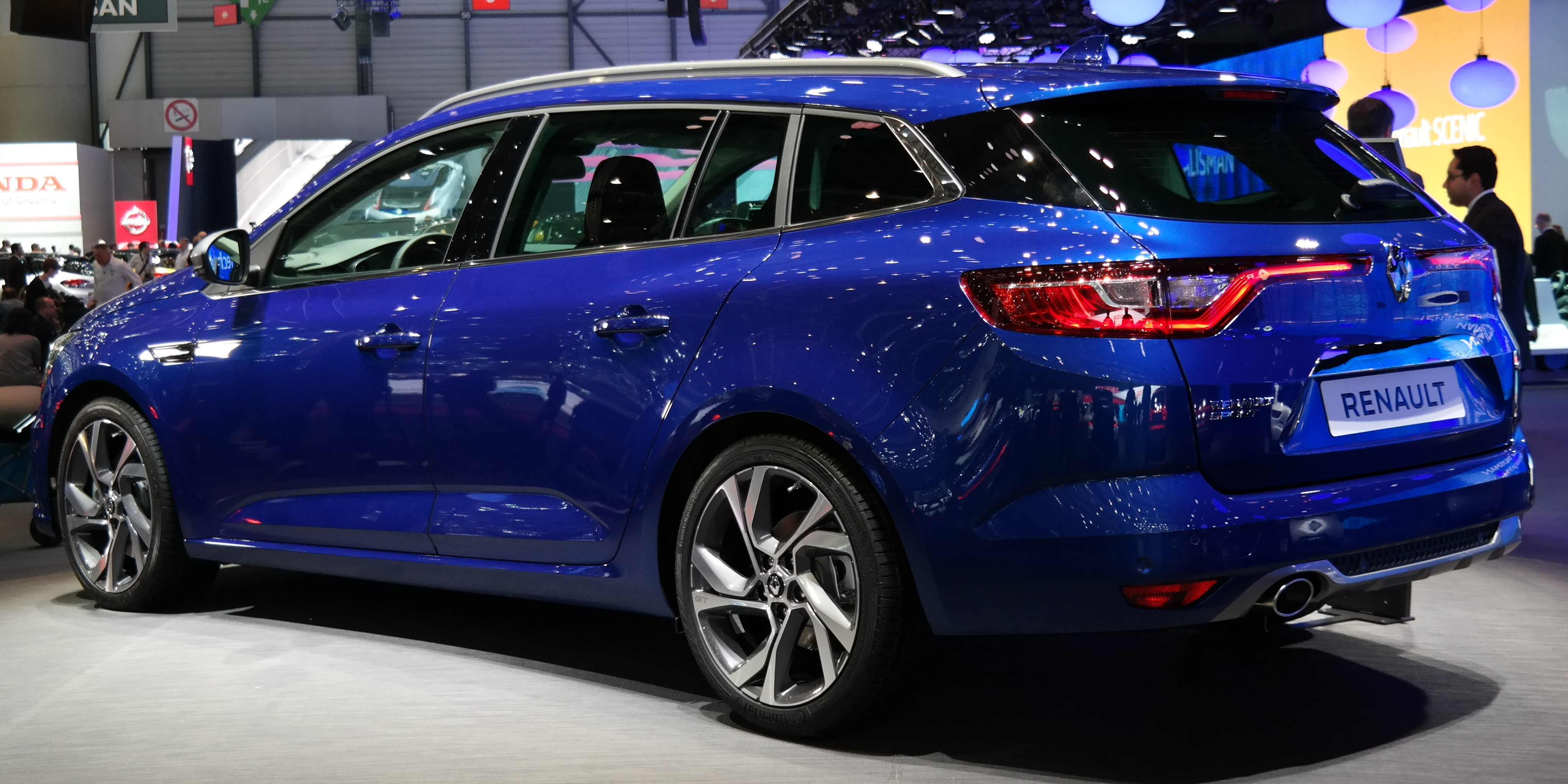
Mégane Grand Tour (familiar)
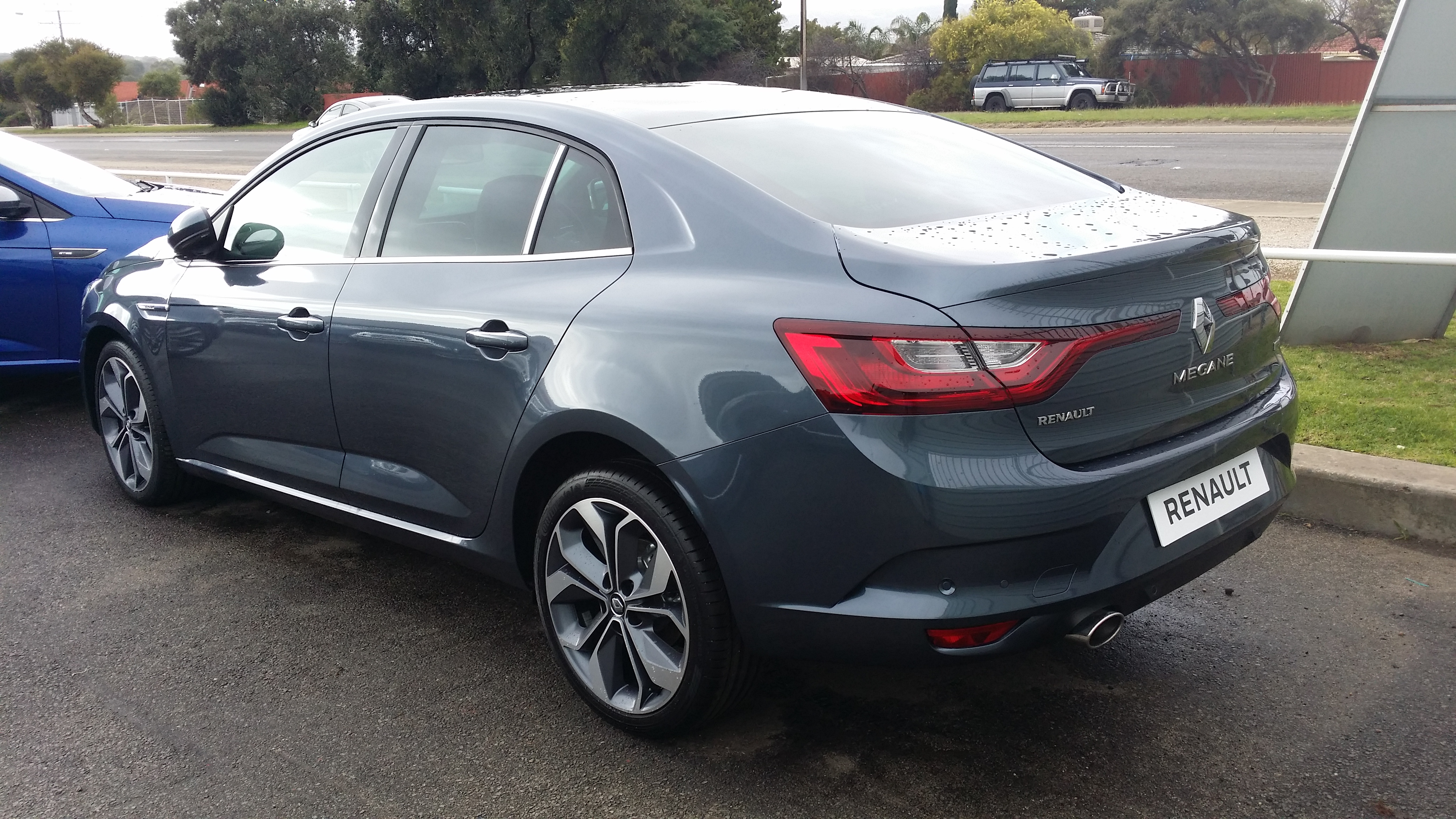
Mégane sedán
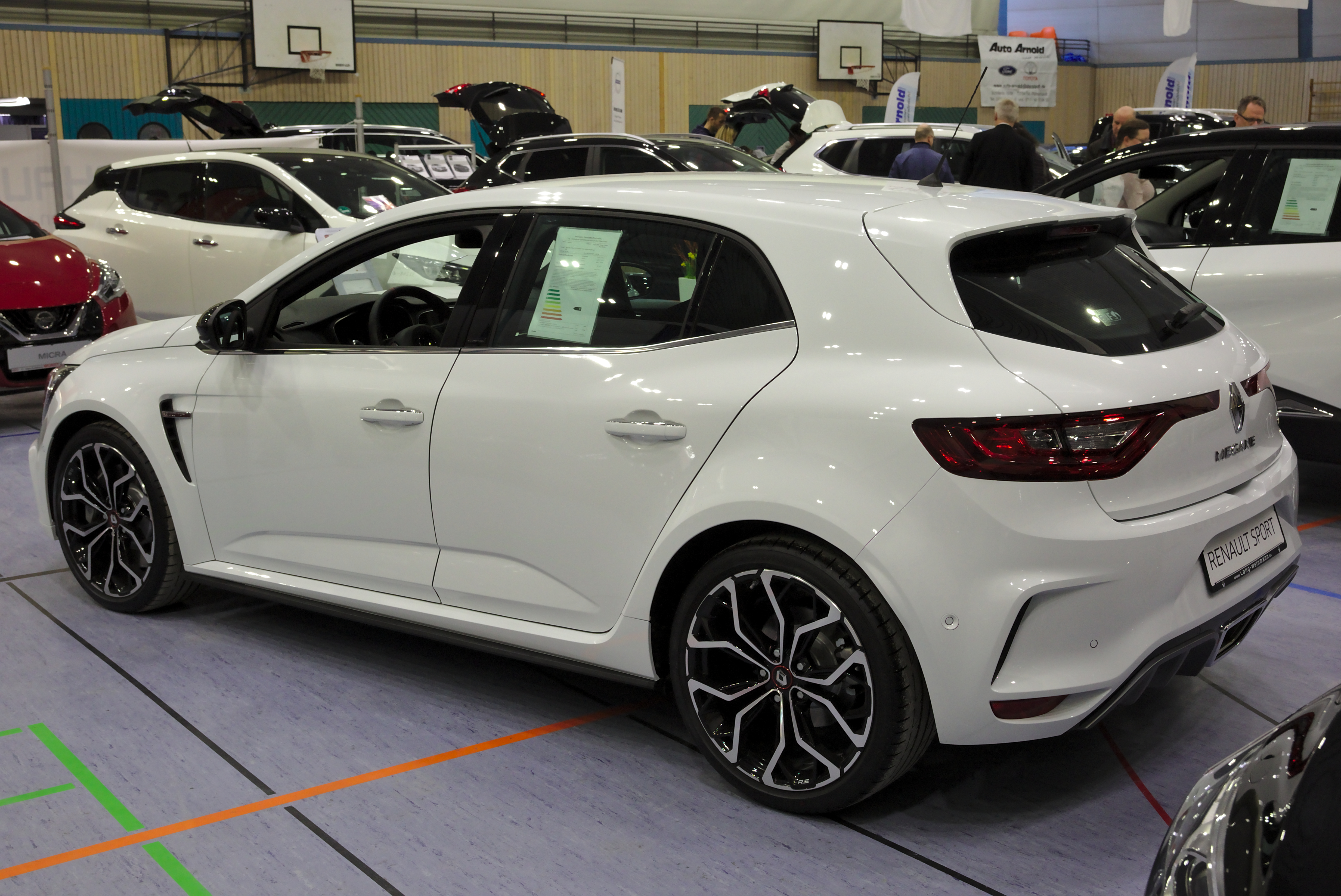
Mégane RS Trophy, la versión mas deportiva

## Quinta generación (Mégane E-Tech, 2022-presente)

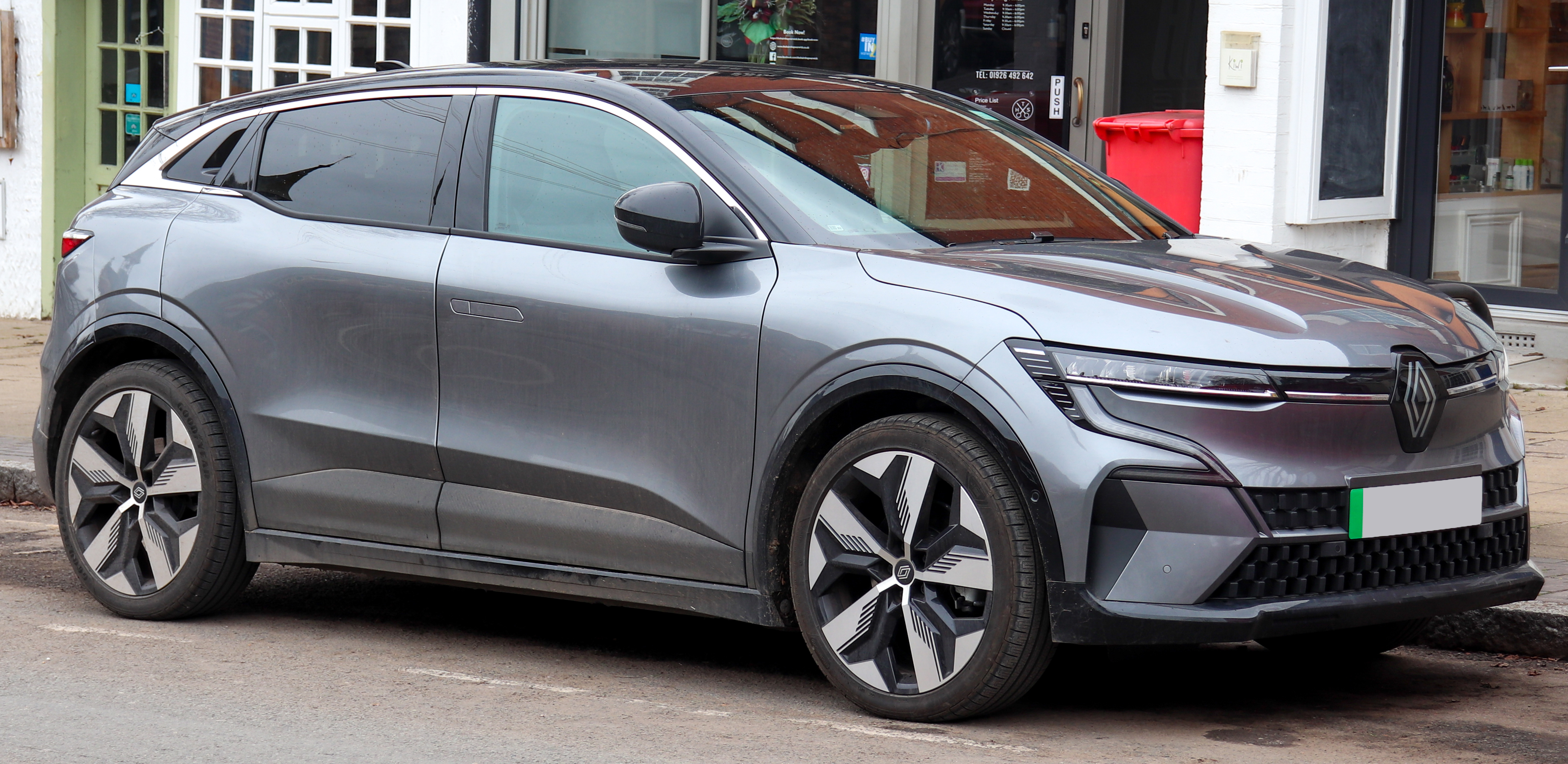
Renault Mégane E-Tech

Presentado al mundo por primera vez en febrero de 2022, el Renault Mégane E-Tech es un automóvil eléctrico basado en gran medida en el Scénic E-Tech y comparte la mayoría de los paneles de la carrocería.
Hay varias versiones, la versión de mayores prestaciones tiene una batería de 60 Kwh que le proporciona una autonomía combinada según WLTP de 450 km. Tiene una velocidad punta de 160 km/h. Acelera de 0 a 100 km/h en 7,4 segundos.